# Conquista de Maiorca por Jaime I
A Conquista para os reinos cristãos da ilha de Maiorca foi conseguida definitivamente pelo rei Jaime I de Aragão entre 1229 e 1231. A cidade de Mayurqa, atual Palma de Maiorca, caiu em dezembro do primeiro ano, mas a resistência muçulmana nas montanhas durou mais três anos.
O desembarque das tropas cristãs fora pactuado com um cacique local na baía de Pollença, mas os fortes ventos do mistral obrigaram Jaime I a desviar-se para o sul da ilha, tendo lugar o desembarque finalmente na meia-noite de 10 de setembro de 1229, na costa da atual localidade de Santa Ponça, no município de Calvià.
Após a conquista, Jaime I repartiu o território entre os nobres que o acompanharam na campanha, de acordo ao relato do Llibre del Repartiment de Mallorca. Posteriormente, adjudicou também a conquista de Ibiza, a qual finalizou em 1235, enquanto Menorca rendia-lhe vassalagem desde 1231.
O monarca, posteriormente, criou o Reino de Maiorca, que viria a ser independente da Coroa de Aragão de acordo com as disposições do seu testamento, até a posterior conquista por parte de Pedro IV, junto ao parêntese de domínio aragonês durante o reinado de Jaime II de Maiorca.
A ratificação do "pacto entre pares e iguais" para efetuar a invasão, concluído entre Jaime I e os magnatas eclesiásticos e leigos, foi realizado em Tarragona, em 28 de agosto de 1229. Ficou em condições de paridade a quantos quisessem participar. O seu lema, em latim, foi: "ones homines de terra nostra aliunde venientes que hoc jurare voluerint venire nobiscum in viaticum supradictum -ad insulas Baleares".
A situação geográfica da ilha permitiu um intenso comércio, tornando-se ponto de encontro de mercadores procedentes de várias zonas costeiras do Mediterrâneo; Perpinhã, Magrebe, Gênova, Granada, Catalunha e Valência, onde um conglomerado formado por judeus, cristãos e muçulmanos transportavam e vendiam mercadorias.
A primeira repovoação de Maiorca consistiu primariamente em colonos catalães, mas numa segunda onda, na metade de século, além de catalães acudiram italianos, occitanos, alguns aragoneses e navarros, todos eles mediante um estatuto jurídico que permitia que ficassem com os bens explorados mediante a arrecadação de um imposto anual de capitação. A convivência foi efetuada com uma numerosa população mudéjar e judaica, estes últimos sob um estatuto oficial que lhes concedia total liberdade para que levassem a cabo as suas atividades, assim como autonomia fiscal.
Pela sua situação, Maiorca sempre fora um centro de distribuição entre os limites da Cristandade e do Islão na encruzilhada entre a Península Ibérica, o sul da França, a Itália e o Norte da África. Mais que pelas suas próprias mercadorias, a ilha era valorizada como ponto de trânsito para o mundo muçulmano, terra de oportunidades para os mercadores, pelo qual comercialmente nunca foi realmente independente, pois a sua economia ficava fortemente ligada ao comércio internacional. A llotja chegou a ser um ativo local de contratação, vigiado pelo Consulado do Mar, que velava pela legalidade das transações comerciais.

## Antecedentes

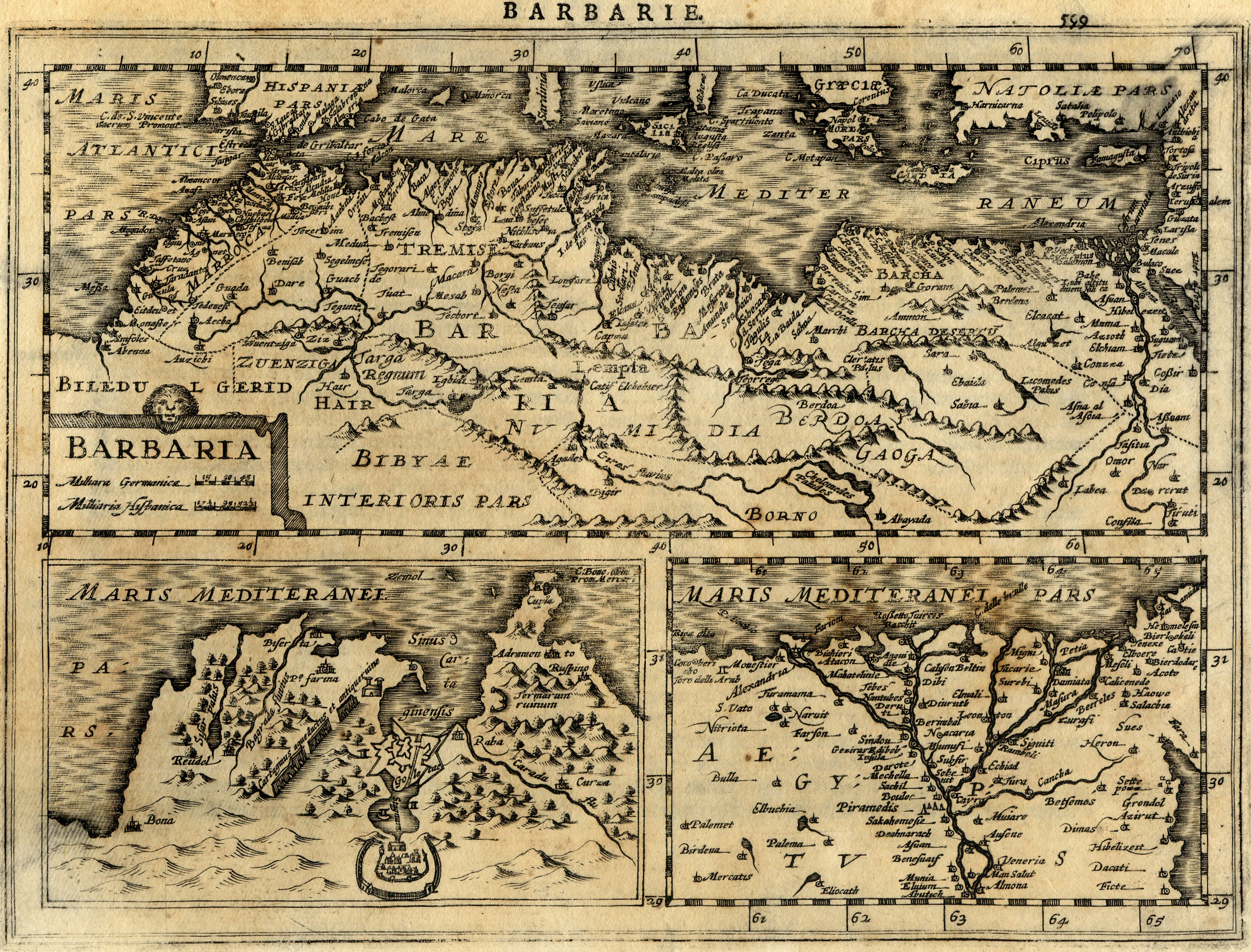
Mapa da Berbéria elaborado em 1630 por Gerardus Mercator

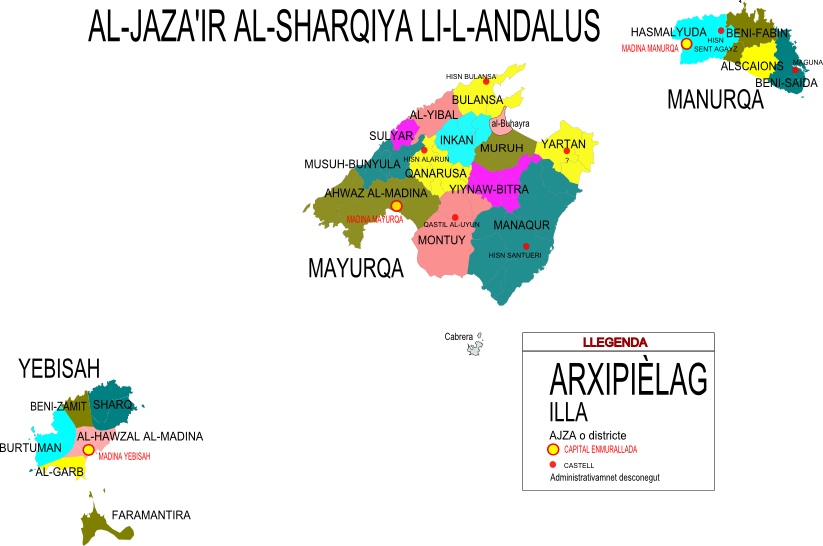
Mapa que mostra a divisão territorial do arquipélago Balear durante o período conhecido como ilhas orientais do al-Andalus

Em que pese a ter sofrido o primeiro desembarque e saque por parte de tropas muçulmanas comandadas pelo filho maior do governador do Califado Omíada no norte da África, Muça ibne Noçáir em 707, em 903 a ilha foi conquistada por Issam al-Khawlani, governante desse califado, que aproveitou a desestabilização populacional ilhoa provocada pelas incursões normandas. Após esta conquista, a cidade de Palma, naquela altura ainda com vestígios do Império Romano, passou a depender do Emirado de Córdova, no al-Andalus. Este último governador, reconstruiu-a e batizou-a como Madîna Mayûrqa. Desde então, Maiorca experimentou um notável crescimento, que propiciou que as Baleares muçulmanas se convertessem num refúgio para os piratas sarracenos, além de servirem de ponto de apoio para os berberescos que costumavam atacar os navios cristãos do Mediterrâneo ocidental, dificultando os intercâmbios comerciais entre os diversos centros de comércio da zona, como Pisa, Gênova, Barcelona ou Marselha. As principais fontes de financiamento da ilha baseavam-se nas pilhagens obtidas pelas razias contra os territórios cristãos, pelo controle do comércio naval e pelos tributos que as comunidades agricultoras de Maiorca pagavam ao emir.

### Conquista da ilha por Raimundo Berengário III

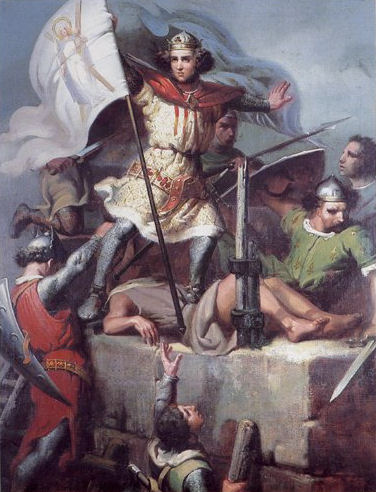
Mariano Fortuny, Raimundo Berengário III no Castelo de Fos (Fos-sur Mer, Provença) (1856 o 1857). Reial Acadèmia Catalana de Belles Arts de Sant Jordi, Barcelona

Neste contexto de comércio e pirataria, Raimundo Berengário III de Barcelona, junto a outros nobres, como o visconde de Narbona e o conde de Montpellier, organizou em 1114 uma expedição de retaliação contra a ilha, junto a nobres pisanos e de outras cidades provençais e italianas. O objetivo desta missão consistia em arrebatar Maiorca aos muçulmanos e impedir o ataque e entorpecimento das naves dos comerciantes cristãos.
Contudo, após um longo assédio por oito meses, Berengário teve de retornar para as suas terras, devido a que uma ofensiva almorávida ameaçava Barcelona, deixando assim ao controle aos genoveses, que terminaram fugindo com a pilhagem capturada.
Contudo, esta expedição serviu para sentar as bases do futuro poderio naval catalão e para fortalecer os contatos comerciais no Mediterrâneo.
Em Pisa ainda se conservam restos que foram transportados naquela altura desde Mayurqa. Também se conserva uma narração da expedição num documento pisano chamado Liber maiolichinus, no qual Raimundo Berengário III é chamado de "Dux Catalensis" ou "Catalanensis" e "catalanicus heros", enquanto os seus súditos são denominados "Christicolas Catalanensis" pelo qual é considerada a referência documental mais antiga na Catalunha, identificada com os domínios do conde de Barcelona.
A destruição das ilhas provocou que o emir almorávida enviara um parente seu a governá-las. Este novo governador originou a dinastia dos Banu Gania, que desde a sua capital em Madina Mayurqa tentaram reconquistar o império almorávida.
O rei Afonso II, com a ajuda de navios sicilianos, organizou uma nova expedição, mas não teve sucesso.

### Impérios almorávida e almóada

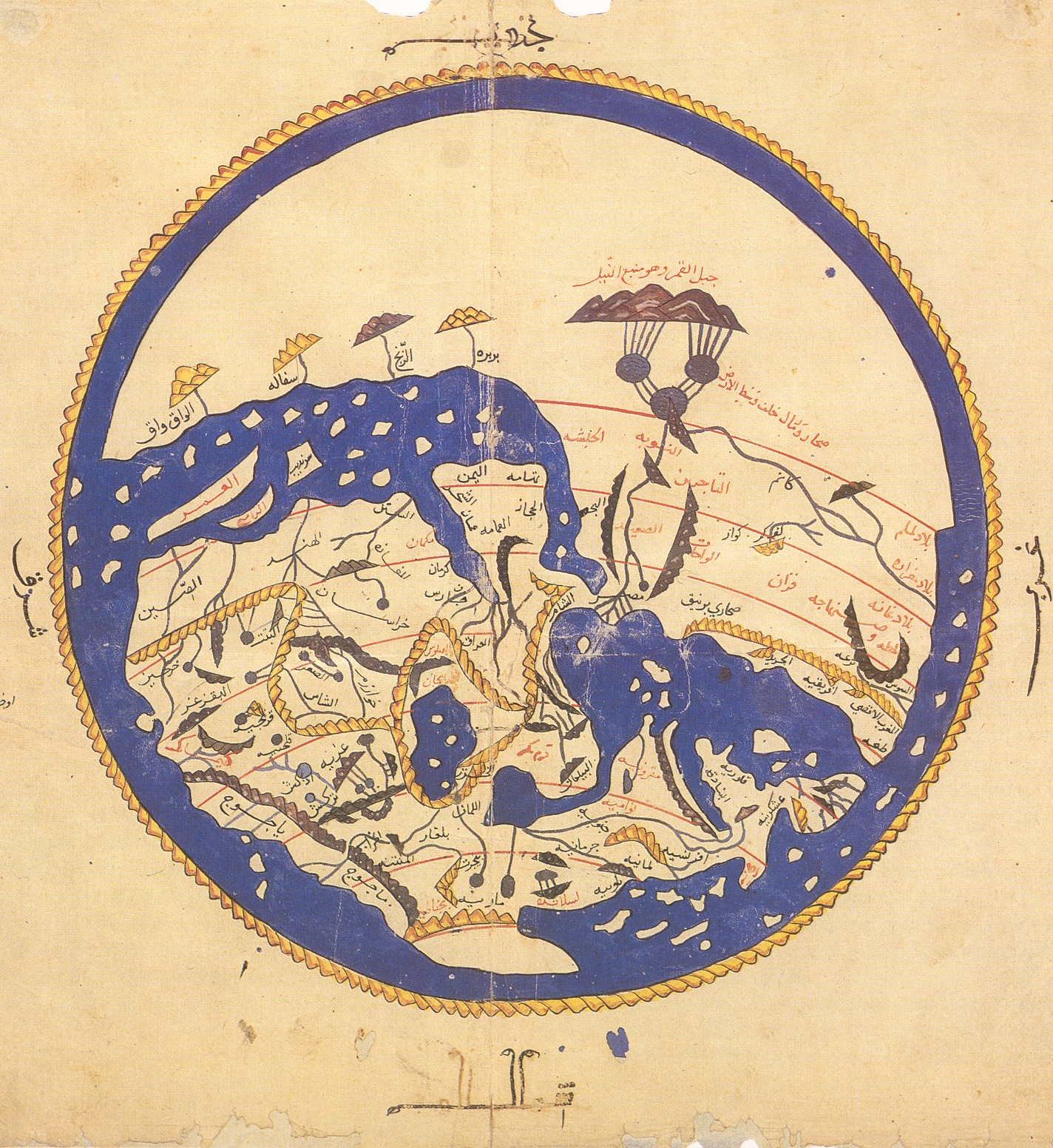
Mapa-múndi do geógrafo Dreses (1100-1162), nascido e educado no Alandalus almorávida, e que se para se deslocou, em meados do século, para a corte normanda de Rogério II da Sicília

Após as tropas do conde de Barcelona abandonar a ilha, esta ficou novamente sob poder muçulmano, da família almorávida Banu Gania que, devido à reunificação almóada e ao avanço cristão, criaram um novo estado independente nas Baleares. Posteriormente, desde as ilhas seguiam os ataques muçulmanos contra as naves comerciantes no Mediterrâneo. Porém, em 1148, Maomé ibne Gania assinou em Gênova e Pisa um tratado de não agressão, que foi revalidado em 1177 e posteriormente. Este governador era filho do emir almorávida Ali ibne Iúçufe, pelo qual o seu reino contava com certa legitimidade dinástica, de modo que em 1146 proclamou a sua independência.
Quando os Ganiya assentaram-se na ilha, na cidade já existiam templos, pousadas e banhos construídos pelo anterior vali, al-Khawlani, assim como três recintos murados e cerca de 48 mesquitas repartidas pela ilha toda. Antes da conquista cristã já se localizavam por todo o seu território de Maiorca se moinhos de vento e hidráulicos, usados para moer farinha e para extrair água do subsolo. A produção que se levava a cabo nas terras maiorquinas baseava-se em cultivos de irrigação e sequeiro, azeite, sal, mulos e lenha; produtos importantes para a intendência militar da época.
Durante este período foi desenvolvida uma rica agricultura de irrigação; foram construídas fontes, acéquias e canais. As terras eram divididas em granjas e exploradas por clãs familiares de forma coletiva. Na cidade concentravam-se as classes dirigentes, a administração e os artesãos e comerciantes, propiciando o florescimento de uma vida cultural e artística, sendo a cidade um centro de intercâmbio entre o Oriente e o Ocidente.
Apesar de os Almorávidas pregarem um cumprimento mais ortodoxo do islã na Berbéria, Maiorca recebeu a influência cultural andaluzi, pelo qual os seus preceitos religiosos ficaram laxos. Contudo, a pressão do rei Afonso I e o novo poder emergente almóada, conduziu à administração almorávida a uma crise que, após a queda de Marraquexe em 1147, acabou sucumbindo diante deste novo império.
Finalmente, em 1203, uma frota almóada que partiu de Denia venceu após uma dura luta aos Ganiya, o último bastião almorávida do período do al-Andalus, incorporando a ilha aos seus domínios. Desde então, foi governada por diferentes valis designados desde Marraquexe, até ser designado Abu Iáia Maomé ibne Ali em 1208 como governador dela, que criou um principado semi-independente, com apenas submissão formal ao califa almóada.

### Situação da Coroa de Aragão

brasão de armas da coroa de Aragão

Após pacificar os seus territórios e a recuperação econômica da seca que começara em 1212, a coroa de Aragão iniciou uma política expansiva. Nesse mesmo ano, os muçulmanos foram vencidos na batalha das Navas de Tolosa, fato que propiciou o consequente declínio almóada e permitiu o reino aragonês começar a reafirmar o seu poderio. Contudo, tal expansão projetada a princípio para norte, ficou truncada apenas um ano depois, pela batalha de Muret, onde faleceu o pai de Jaime I, Pedro II de Aragão, pelo qual, para ampliar os seus domínios, melhorar as possibilidades econômicas e canalizar o empuxo da nobreza para o exterior, a expansão focou-se para o sul e para o Mediterrâneo. Naquele então, Jaime tinha apenas cinco anos de idade e, após uma série de acontecimentos, foi internado no castelo templário de Monzón, na província de Huesca, sob a tutela de Simão de Montfort, onde recebeu uma educação num ambiente religioso e militar que lhe deu um caráter enérgico e uma personalidade guerreira.
Durante 1221, foi criada uma nova moeda chamada duplo, que circulou junto aos maravedis e florins de ouro da época. Porém, longe de servir à função esperada, trouxe a decadência do comércio e da prosperidade geral da coroa. A mudança de moeda gerou uma confusão que, ligada à sua desproporção com as moedas de prata e ouro, e mais a falsificação por parte dos nobres e potentados que a cunhavam, provocou uma série de conflitos com repercussões sobre a já precária economia da coroa.
Adicionalmente, já desde a derrota de Muret, a coroa vinha sofrendo um parêntese de crise econômica que começou a reavivar-se em 1225. Contudo, a recuperação continuou devagar até o ponto de que em 1227, aparentemente, para segurar que as naves catalãs tivessem a suficiente carga, foi proibido carregar mercadorias em navios estrangeiros enquanto houvesse no porto navios catalães, pelo qual os interesses comerciais de Gênova e Pisa focavam-se mais em manter as suas rotas mediterrâneas que em afrontar os riscos da expansão cristã. Ainda que a necessidade de empreender a "reconquista" de Maiorca fosse proclamada nas cortes de Tortosa de 1225, a iniciativa começou com o fracassado assédio a Peníscola ao não contar com o apoio aragonês, Jaime I teve de afrontar em 1227 uma nova revolta, que ficou sufocada graças à intervenção do bispo de Tortosa. Contudo, o atraso até 1229 para começar a invasão, não foi apenas pelos interesses destas últimas potências, mas porque os verdadeiros interessados careciam das forças necessárias para executá-la e consolidá-la.
Ainda que a empresa de conquistar a ilha se ajustasse a razões de políticas internas de prestígio da monarquia e de expansão territorial após o declínio almóada, o casus belli foi o saque e captura em Ibiza de dois navios catalães que se dirigiam a comerciar com Ceuta e Bugia em novembro de 1226. Quando Jaime enviou um representante a solicitar no seu nome que as suas naves fossem restituídas, o vali muçulmano, perguntou, "quem era o rei que as solicitava", pelo qual quando o enviado voltou e relatou o sucedido, Jaime jurou não abandonar até conseguir "pegar o mouro pelas barbas", declaração que pela época era considerada muito humilhante.

## Preparativos
Jaime I visava conquistar a Valência e as Baleares, mas as razões para invadir um ou outro território obedeciam a objetivos diferentes. Valência era uma terra rica, que podia servir para dar novas terras à população do Reino de Aragão e da Catalunha e para que a nobreza obtivesse novos feudos, pelo qual era a opção preferida pelos aragoneses. Adicionalmente, o rei de Castela, Fernando III, tentara a tomada de zonas de Valência que, a princípio, eram reservadas para o rei aragonês. Contudo, a opção da conquista das Baleares era a preferida pelos comerciantes catalães e provençais, pois os mercadores maiorquinos competiam com eles, para além de que, naquele tempo, as ilhas eram refúgio de piratas e ponto de apoio dos corsários berberescos que dificultavam o comércio com o norte da África e com o resto do Mediterrâneo. A tomada das ilhas não representava somente uma retaliação pelos prejuízos causados aos mercadores, mas seria também o começo de uma expansão planejada para obter o monopólio comercial com a Síria e Alexandria e potenciar assim o comércio com a Itália e com o resto do Mediterrâneo. Foi após o sucesso obtido em Maiorca que Jaime decidiu que estava pronto para conquistar o reino de Valência, que capitulou após a Batalha de El Puig de Santa Maria em 1237.

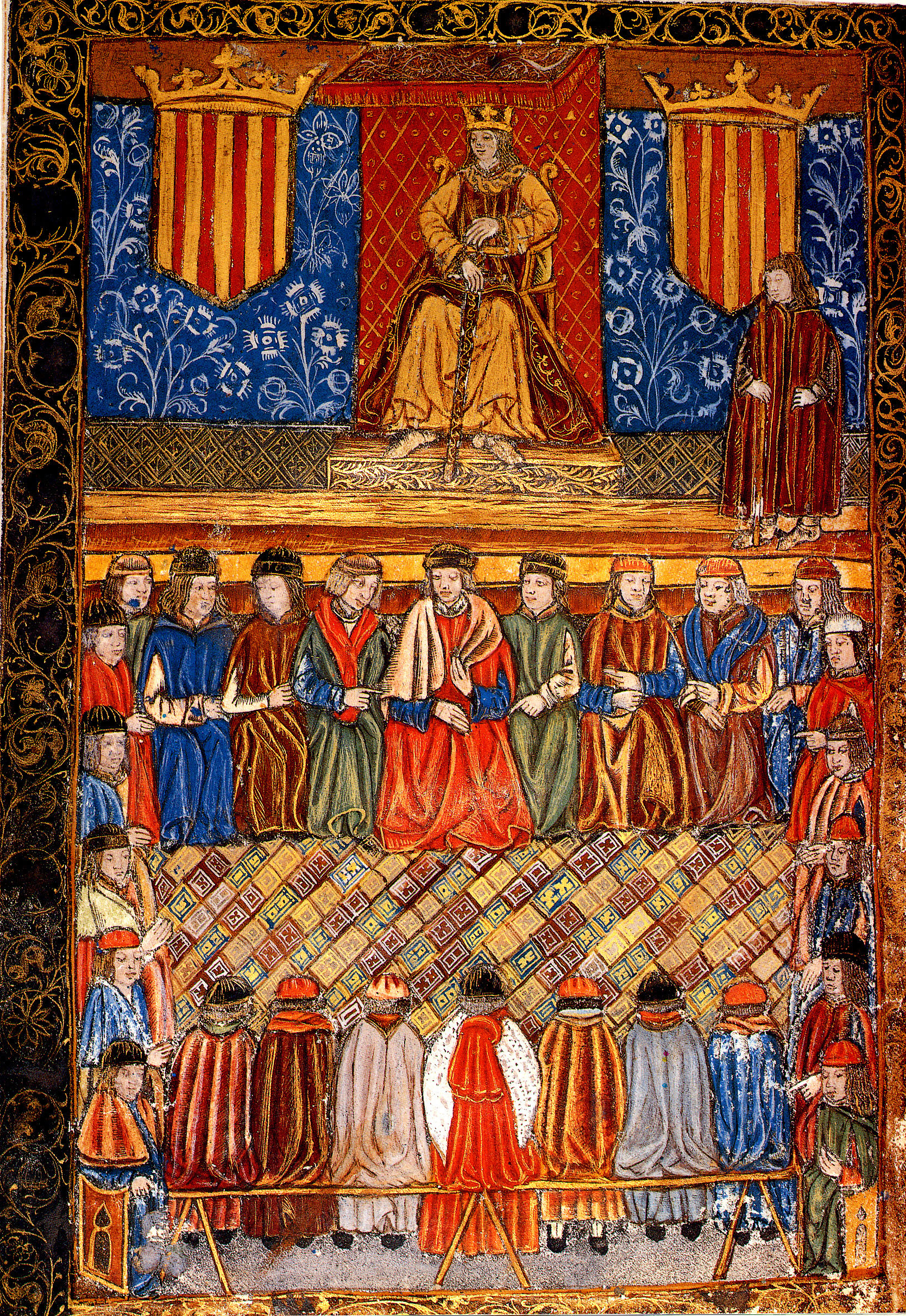
Fernando II de Aragão no seu trono, enquadrado por dois escudos com o emblema do sinal real. Frontis de uma edição de 1495 das Constituições catalãs.

### Assembleia nas cortes catalãs
Nas Cortes catalãs celebradas em dezembro de 1228 em Barcelona, nas quais tomaram parte os três estamentos, discutiu-se sobre a conveniência de efetuar uma campanha militar contra as Baleares ou contra Valência, enquanto o rei lhe garantiu a concessão das igrejas das ilhas ao bispo de Barcelona.

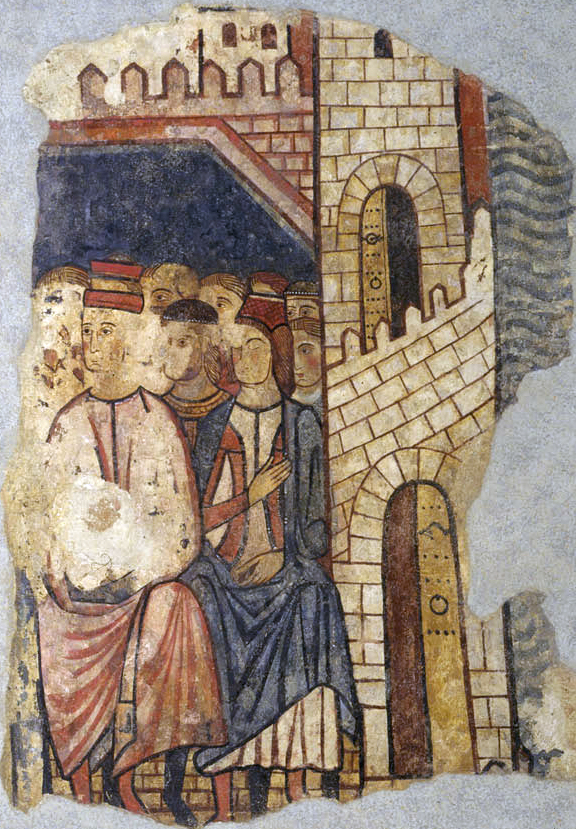
As cortes de Barcelona em dezembro de 1228, assembleia na que se discutiram os pormenores sobre a campanha militar para a ilha de Maiorca

Nesta época, existia um grupo de famílias da alta burguesia que configuraram a minoria reitora da cidade. Embora tais famílias adquirissem o seu poder e riquezas no final do século anterior, foram também os dirigentes do governo cidadão. Os seus interesses eram concentrados tanto nos privilégios fundacionais dos municípios quanto nas futuras conquistas do monarca, pelo qual para incrementar a rentabilidade das suas inversões exigiram cada vez mais rigor nos seus direitos senhoriais. Entre os interesses destas oligarquias e os cidadãos, foi gestado o sentido de coletividade com personalidade própria, agindo na defesa dos interesses comuns contra as ingerências e pretensões de determinados senhores cujas pretensões visavam gravar com abuso o comércio barcelonês. Assim, Pere Grony, o representante da cidade de Barcelona, ofereceu ao rei nas cortes a ajuda da cidade para a sua expedição. Àquela primeira assembleia seguiram outras, até finalmente o rei inclinar-se pela opção maiorquina.
O ataque às terras maiorquinas era fomentado pelos comerciantes e homens de negócios, e ficava pendente o apoio dos nobres, imprescindíveis na conquista. Segundo o mesmo Jaime I, foi o experto navegante catalão Pedro Martell que o animou a se embarcar naquela empresa durante o banquete que este último organizou em Tarragona no final de 1228.
Tanto o programa político da empresa quanto o religioso ficaram definidos nos discursos das cortes. A abertura foi iniciada por Jaime I, pronunciando um versículo em latim, "Illumina color meum, Domine, verba mea de Spiritu Sancto", que costumava ser usado na época medieval para solicitar a inspiração divina do resto do sermão, no qual Jaime aludiu a que a missão consistiria numa "boa obra". A igreja e a influência do fato religioso no reinado de Jaime I é múltipla, variada e de grande profundidade, destacando-se na sua vida e obra a importância de São Raimundo de Penaforte, com a ordem dos pregadores e São Pedro Nolasco, com a fundação da Ordem das Mercês.
Segundo o filólogo Rafael Alarcón Herrera, desde o começo da aventura ficavam presentes os valores espirituais da Ordem dos Templários, pois a ordem incluíra em 1129 as Baleares na sua lista de territórios por conquistar, um ano antes do seu reconhecimento no concílio de Troyes pelo qual durante o jantar, aparentemente, aludiram ao monarca que a invasão era "vontade de Deus", fato que pôde animar o novo rei, dada a relação com o seu nascimento e educação com os Templários. De fato, boa parte da conquista foi planejada e executada pelos templários, prova disso são a doação do castelo, o bairro judeu, mais da terça parte da cidade e a concessão de um porto exclusivo na mesma para a ordem. Porém, cabe destacar-se que, longe de ser mero instrumento dos nobres, a autoridade do novo rei soube impor-se a algumas diretrizes que serviram para compensar certos agravos nobiliários.
Embora não seja possível afirmar que as razões dos Templários para colaborar na invasão, eram causas alheias à expansão da coroa de Aragão, é possível que tal ordem fosse a melhor tropa que Jaime I possuía.

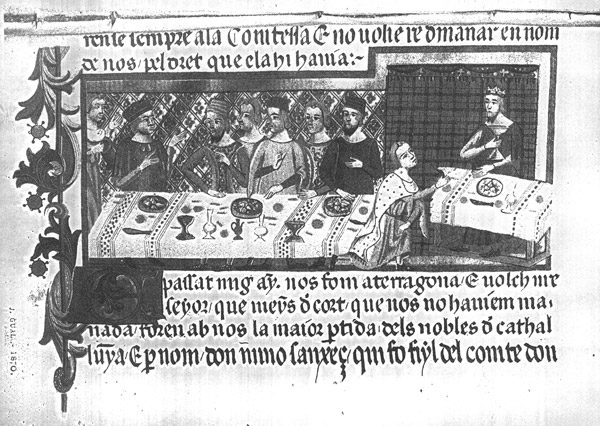
Segundo narra o próprio Jaime I no Llibre dels fets, a conquista da ilha de Maiorca foi apresentada ao monarca aragonês pelos mercadores durante uma ceia dada pelo navegante Pedro Martell em Tarragona

### Sufrágio e apoio da nobreza
É provável que embora acontecesse a ceia na que se estabeleceram as inversões necessárias para a expedição, o ataque à ilha já tinha sido decidido. Naquela reunião, os nobres catalães concederam o seu apoio ao rei, bem como ajuda econômica e militar mediante a contribuição de um número determinado de cavaleiros e dum indeterminado de peões. Também se pactuou o cobro do imposto de bovagem nos domínios da coroa para sufragar as despesas, assim como a assinatura de um tratado de Trégua e Paz em toda a região da Catalunha. Em troca, receberiam uma parte das terras conquistadas proporcional ao apoio proporcionado, pelo qual o rei se comprometeu a nomear árbitros para a repartição das terras e da pilhagem. Os homens designados para esta tarefa foram finalmente o mestre da Ordem dos Templários, o bispo de Barcelona Berengário de Palou, o bispo de Gerona, o conde Nuno Sanches do Rossilhão, (que depois do rei era o magnata de maior importância na empresa) o conde Hugo IV de Ampúrias, os cavaleiros catalães Ramón Alamán e Raimundo Berengário de Áger e os endinheirados senhores de Aragão Ximeno de Urrea e Pedro Cornel.
Assim mesmo, o rei solicitou aos mercadores o empréstimo de 60 000 libras aragonesas, prometendo que lhes seriam devolvidas quando Palma de Maiorca fosse tomada, embora se desconheça se eram de ouro ou de prata. A respeito da ajuda que os cidadãos do reino pudessem fornecer para a campanha, comentou que não poderia dar-lhes nada em compensação, pois nada tinha, mas que se conseguir a vitória, entregaria em propriedade toda a extensão de mar das praias barcelonesas até as de Maiorca, pelo qual atualmente, ao fixar os limites de uma propriedade adjacente com uma praia, em lugar de assinalar a praia ou o mar como limite, situa-se como domínio desse proprietário a porção de mar desde a praia do seu imóvel até a de Maiorca.

### Participantes
No primeiro convênio das cortes, a conquista era apenas para súditos da coroa, mas depois, ao ser a empresa uma cruzada e ser amparada por uma bula papal, ficou aberta para quantos quisessem participar, atingindo mesmo coletivos particulares e judeus. Este último coletivo minoritário foram denominados chuetas e a sua importância era qualitativa, ao constituírem parte da atividade industrial, comercial e científica da coroa.
De entre os nobres e prelados que contribuíram com bens e tropas para a formação do exército, é possível citar alguns nobres da família real, como o próprio Nuno Sanches, neto de Raimundo Berengário IV, que contribuiu com cem cavaleiros, bem como o conde Hugo IV de Ampúrias que, junto ao seu filho Ponce Hugo, contribuiu com sessenta. Entre os nobres salientava-se o magnata mais importante da Catalunha, Guilherme II de Bearn que, junto ao seu tio Raimundo, contribuiu com 400 cavaleiros. Os membros do clero também contribuíram: Berengário de Palou e o bispo de Gerona, Guilherme de Montgri aportaram cada um deles 100 cavaleiros para esta empresa. Igualmente participaram o arcebispo de Tarragona, Aspàreg da Barca e Ferrer de Pallarés, prelado de Tarragona, que posteriormente viria ser bispo de Valência e que proporcionou uma galé e quatro cavaleiros, enquanto também chegou a fazer parte do conselho de guerra do rei.
Não apenas os nobres e prelados se comprometeram com a empresa, mas também homens livres e cidades, e não somente catalãs, dispuseram navios e apoio econômico. Barcelona, que junto a Tortosa e Tarragona eram as mais prejudicadas pela pirataria, tiveram um papel protagonista nas assembleias, o que se demonstra pela intervenção de um número significativo dos seus cidadãos. Berengário Gerard e Pedro Grony participaram diretamente nas conversações, e Berengário Durfort, membro de uma poderosa família de mercadores, foi designado após a conquista primeiro prefeito de Palma de Maiorca. A empresa apresentou-se como uma cruzada contra os infiéis, assim como a empreendida contra Peníscola por causa de outras Cortes celebradas em Tortosa em 1225. O rei Jaime tomou a cruz em Lleida em abril de 1229.
Embora a conquista fosse preferentemente autoria de catalães, houve colaboração de muitas povoações e cidades da Provença, como Montpellier, Marselha e Narbona, ou italianas, como Gênova. As cidades de Tortosa, Tarragona e Barcelona, as mais afetadas pela pilhagem dos piratas, foram as que mais navios ofereceram. Foi Raimundo de Plegamans, empresário rico ao serviço do rei, que se encarregou de preparar a frota, ainda que posteriormente não participasse na campanha.
Apesar de as classes populares das cidades aragonesas renunciarem a colaborar, numa reunião levada a cabo em Lleida poucos dias depois das citadas Cortes de Barcelona, Jaime conseguiu que um bom número de nobres aragoneses participasse, pelo seu vínculo de vassalagem com o rei, e que os leridanos acabassem apoiando a empresa, apesar de a princípio parecer que não iam participar, pois junto aos aragoneses, eram mais interessados em Valência. Finalmente, cerca de 200 cavaleiros provinham de Aragão, entre eles os 150 cavaleiros de Pedro Cornel e os 30 de Pedro de Lizana, camarlengo do rei que finalmente foi designado governador-geral da ilha.
Entre outros nobres aragoneses, especialmente cavaleiros que participaram no conselho assessor do monarca, encontram-se, Ato de Foces, Gil de Alagón, Artal de Luna, Blasco de Alagón e Rodrigo de Lizana. Embora todos eles seguissem o monarca na conquista de Valência, muitos assentaram-se na ilha ao receber benefícios na repartição da pilhagem, propiciando posteriores repovoações de aragoneses, que efetuaram uma ampla atividade econômica e social.

### Bula papal e últimos pormenores

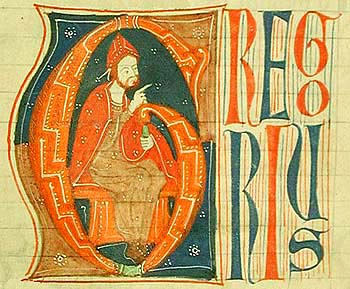
Imagem de um manuscrito do papa Gregório IX

Na intensificação dos preparativos e amparado pela bula papal que em 1095 concedera o Papa Urbano II ao avô de Jaime, Pedro I de Aragão, o Papa Gregório IX despachou em 13 de fevereiro de 1229 dois documentos nos quais facultava o seu legado para expedir indulgências nas terras aragonesas aos que organizassem mesnadas hostis contra os muçulmanos, enquanto recordava às localidades costeiras de Gênova, Pisa e Marselha, que impusera um veto comercial aos infiéis maiorquinos.
Em agosto de 1229, o arcebispo de Tarragona doou 600 quarteirões de cevada e um dia depois o rei reafirmou-se nas promessas de repartição de terras, instituiu procuradores e recebeu o juramento de vários cavaleiros.
A negativa aragonesa produziu grande desgosto ao "Conquistador", mas ao chegar a Barcelona, comprovou que se preparara uma poderosa armada que, para além de cerca de 100 embarcações pequenas, contava com 25 naves de combate, 12 galés e 18 taridas para transportar cavalos e máquinas de assédio.
Apesar de a armada catalã existir desde o século IX, antes até mesmo do que a castelhana, foi com Jaime I que alcançou poderio.
Chegado o dia de Santa Maria de agosto, acudiram junto ao rei todos os barões e cavaleiros da Catalunha a Tarragona e Salou, portando consigo todos os aparelhos: armas, velas, exárcias, naves e taridas que foram carregadas de lenhos, farinha, cevada, carne, queixos, vinho, água e biscoitos, um tipo de pão que se torrava várias vezes para endurecê-lo e conservá-lo melhor. Antes de partir, o rei, junto aos nobres e a sua comitiva, assistiram a uma missa oficiada por Berengário de Palou na catedral de Tarragona e receberam também deste último a comunhão, enquanto o exército, comungou numa capela erguida no porto para tal efeito. À partida da frota acudiram a maioria de cidadãos de Tarragona a desfrutar do espetáculo, formando uma imponente massa sobre precipício rochoso que se alça sobre o mar. A nave na que ia Guillem de Montcada, capitaneada por Nicolás Bonet, recebeu a ordem de se situar na vanguarda, assim como a do capitão Carroz na retaguarda, enquanto as galés foram colocadas em círculo rodeando as naves de transporte para as salvaguardar. A última em zarpar foi uma galé de Montpellier destinada ao rei e aos seus cavaleiros.

## Exércitos

### Exército cristão
Uma primeira estimativa do exército cristão, formado por hostes nobiliárias, daria o número de 1500 cavaleiros e 15 000 peões, divididos entre os seguintes:
- Hoste da Casa de Aragão 150/200 cavaleiros.
- Hoste de Nuno Sanches,[88] 100 cavaleiros.[89]
- Hoste de Guilherme II de Bearn e Montcada,[88] 100 cavaleiros.[89]
- Hoste de Ramón Alemany Cervelló de Querol, 30 cavaleiros.
- Hoste de Hugo V de Mataplana,[90] 50 cavaleiros.[89]
- Hoste de Berengário de Palou, 100 cavaleiros.
- Hoste de Guillerme Aycard e Balduino Gemberto, 600 cavaleiros e várias naves.[91]
- Hoste de Hugo IV de Ampúrias,[88] 50 cavaleiros.[89]
- Hoste do bispo de Gerona, Guilherme de Montgrí,[92][93] 100 cavaleiros.
- Hoste do Abade de Sant Feliu de Guíxols, Bernat Descoll.
- Hoste do preboste do arcebispo de Tarragona, Aspàreg da Barca,[94] 100 cavaleiros e 1000 lanceiros.
- Hoste da Ordem dos Templários.
- Hoste da Ordem de malta.
- Hoste de Guilherme I de Cervelló, 100 cavaleiros.[89]
- Hoste de Ferrer de San Martín,[95] 100 cavaleiros.[89]
- Hoste de Raimundo de Montcada, 25/50 cavaleiros.[96]
- Hoste de Raimundo Berengário de Áger, 50 cavaleiros.[89][96]
- Hoste de Galçeran de Pinós, 50 cavaleiros.[89]
- Hoste de Bernardo de Santa Eugênia,[88] 30 cavaleiros.
- Hoste de Guilherme de Claramunt, 30 cavaleiros.[89]
- Hoste de Raimundo Alamán, 30 cavaleiros.[89]
- Hoste de Pedro Cornel, 150 combatentes.[89]
- Hoste de Gilabert de Cruilles, 30 cavaleiros.[89]

Entre as suas tropas, contava Jaime I também com a presença de almogávares, mercenários que viviam para a luta e a guerra e que usualmente se vendiam a quem oferecesse melhor preço. O cronista Bernardo Desclot, na sua crônica chamada Livro do Rei Pedro de Aragão e dos seus antecessores passados: descreveu-os assim:
| “ | Estas gentes que se chamam Almogávares não vivem mais que para o ofício das armas. Não vivem nem nas cidades nem nas vilas, mas nas montanhas e nas florestas, e guerreiam todos os dias contra os Sarracenos: e penetram na terra dos Sarracenos uma jornada ou duas, saqueando e tomando Sarracenos cativos; e disso vivem. E suportam condições de existência muito duras, que outros não poderiam suportar. Que bem passarão dois dias sem comer se for necessário, comerão ervas dos campos sem problema. E os adaís que os guiam conhecem o país e os caminhos. E não vestem mais que uma camisa, quer verão ou Inverno, e nas pernas portam umas calças de couro e nos pés umas abranges de couro. E trazem boa faca e boa correia e um elo no cinto. E traz cada um uma boa lança e dois dardos, assim como uma cesta de couro nas costas, onde portam as viandas. E são muito fortes e muito rápidos, para fugirem e para perseguir; e são catalães e aragoneses e sarracenos. | ” |

A indumentária das tropas cristãs consistia num elmo hemisférico reforçado por um aro, do qual podia pender uma espécie de protetor para o nariz. Os seus capacetes eram fabricados com chapa de ferro batido que, depois de um período de brunido, costumavam pintar, para melhorar a sua conservação e também como medida de identificação dos guerreiros que os portavam. Cabe também destacar-se a destreza dos cavaleiros templários, pois contavam com granjas de monta e remonta de cavalos, pelo qual possuíam os mais velozes, o que lhes permitia fazer uma avançada de reconhecimento sem ser alcançados pelo inimigo. Alguns dos seus cavalos eram tão fortes que, quando os usavam na batalha corpo a corpo, costumavam derrubar o cavalo e ginete inimigo, além de estar treinados para morder e coicear quando através das rédeas o seu cavaleiro lho ordenava. Entre a artilharia pesada do exército cristão ficavam os trabucos, pois com eles conseguiam alcançar maiores distâncias que com fundas de mão, além dos destroços que ocasionavam nos edifícios e nos exércitos inimigos. Outras máquinas de assédio usadas por Jaime I foram as manganas, similares aos trabucos e de fácil construção bem como as brigolas, que ao serem giratórias permitiam mudar a direção do projétil.

### Exército muçulmano
Segundo as diversas crônicas, o rei muçulmano da ilha, Abu Iáia, dispunha dentre 18 000 e 42 000 homens e entre 2000 e 5000 cavalos
Os principais comandantes do vali eram: Idris Almamune, Fat Allâh (in Fautil•la), Abu Hafes ibne Sairi e Xuiap de Xivert. Segundo as crônicas, este último, natural de Alcalà de Xivert, que se acredita um almóada refugiado da revolta do também valenciano Zaiane contra os almóadas. Contava com um exército de 3000 guerreiros, de 20 a 30 homens a cavalo e de um total de 15 000 civis junto a mulheres e infantes. O armamento dos muçulmanos diferia pouco do cristão; malhas, lanças, maças, setas e escudo de pele resistente aos sabres. Segundo se desprende de um fresco conservado no museu de arte catalã, uma das armas muçulmanas usadas amplamente desde as muralhas consistia no fustíbalo, arma similar a uma funda cujos laços iam atados a uma vara de madeira. Também contavam os muçulmanos com catapultas e máquinas de tiro rasante, chamadas por Jaime I algarradas, muito leves, rápidas de manejar, e capazes de arrasar várias barracas inimigas.

## A conquista

### A travessia e o desembarque das tropas

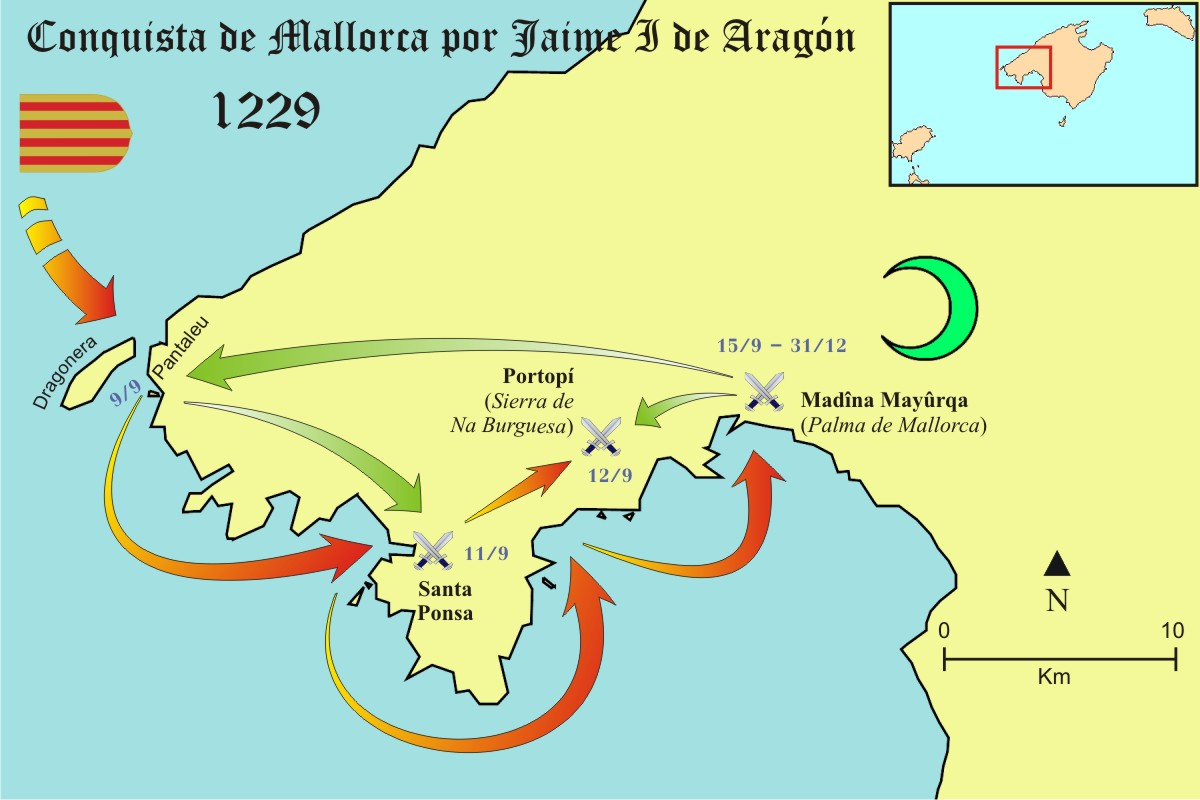
Esquema dos primeiros confrontos na ilha

Panorâmica de Sant Elmo, com a ilha Dragonera ao fundo e o ilhote Pantaleu no centro. Município de Andratx

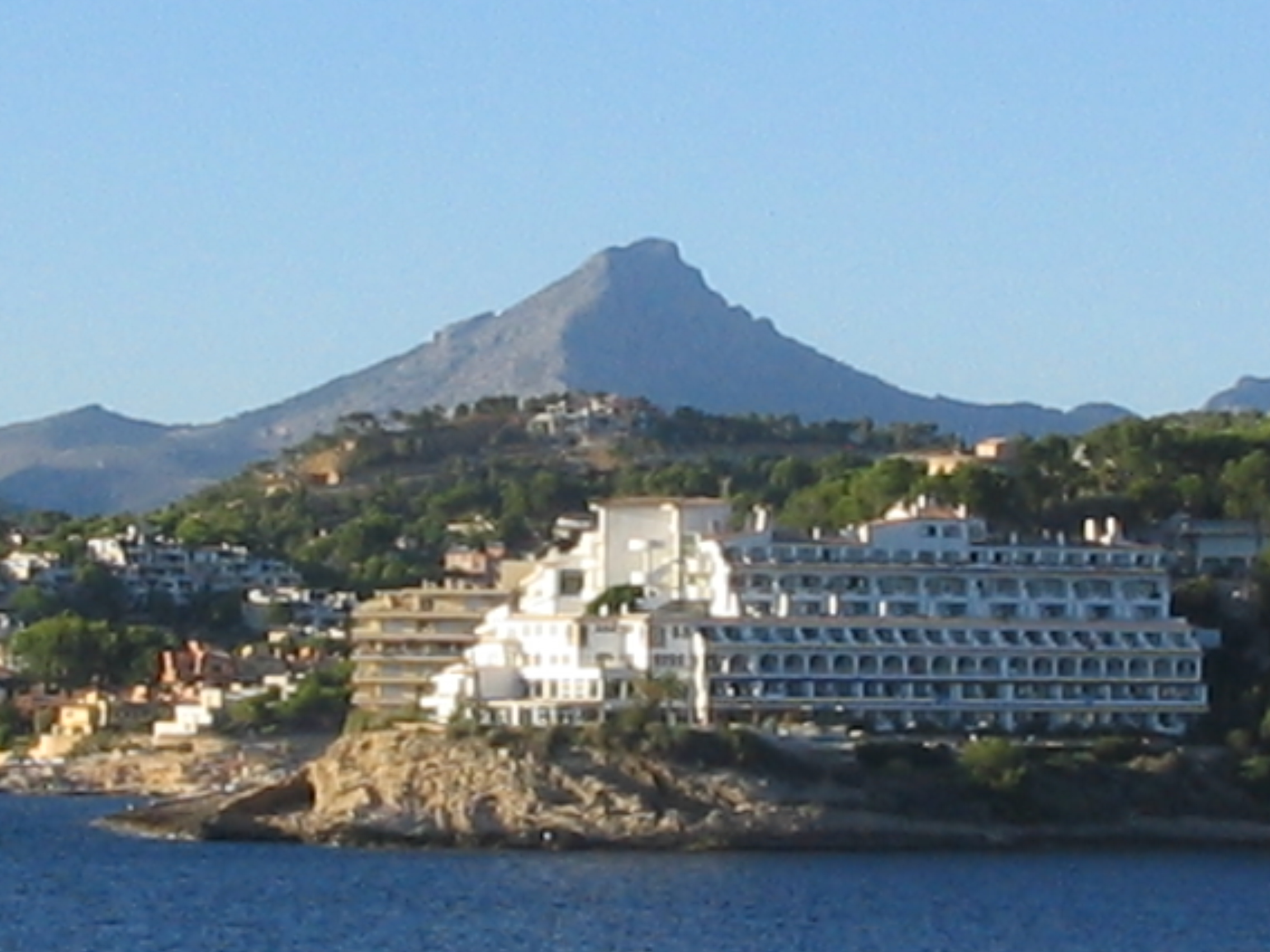
Baía de Santa Ponça com o monte Puig de Galatzó ao fundo. A imagem foi tomada desde o lugar do desembarque

Em 5 de setembro de 1229, a expedição partia rumo a Maiorca, de Salou, Cambrils e Tarragona com uma frota formada por mais de 150 navios, a maior parte deles catalãs. As diferentes fontes falam de um contingente armado formado entre 800 e 1500 cavaleiros e cerca de 15 000 soldados. O rei muçulmano da ilha, Abu Iáia Maomé ibne Ali, dispunha entre 18 000 e 42 000 homens e entre 2000 e 5000 cavalos (segundo as diversas crônicas) e não obteve apoio militar, nem da Península, nem do Norte da África pelo qual tentaram dificultar o máximo possível o avanço cristão para a capital.
Algumas das naves cristãs foram construídas à custa da coroa, mas a maioria delas eram contribuições particulares. Pedro Martell foi nomeado dirigente da frota, pela sua experiência e conhecimento das Baleares, enquanto Guilherme de Montcada, que anteriormente, e devido ao perigo que a empresa implicava, solicitara ao rei encarregar-se da missão, fazia as vezes de tenente, todos eles sob o comando de Jaime I que, pela sua fogosidade, não admitia imposições, e recusou o oferecimento do seu tenente. A nave real, à frente da frota, foi patroneada por Nicolás Bonet, seguindo-a em ordem as de Bearne, Martell e Carroz.
A viagem para a ilha esteve dificultado por uma forte tormenta que esteve prestes a provocar que o comboio retrocedesse, mas finalmente, depois de três dias, entre a Sexta-Feira de 7 de setembro e parte do sábado, a totalidade da frota cristã arribou ao ilhote Pantaleu, situado na costa da atual localidade de Sant Elmo, pertencente ao atual município de Andratx. As forças de Jaime I não se viram dificultadas pela frota muçulmana, caso de que a houvesse, mas foi tal a dureza do temporal que o rei, durante a tormenta, jurou a Santa Maria que lhe construiria uma catedral para venerá-la se lhes salvava a vida. A tradição local conta que, a primeira missa real foi efetuada neste ilhote e que nele se conservava uma pia de água onde bebeu o cavalo do rei, mas em 1868 foi destruída por uns revolucionários que visavam a acabar com os vestígios do passado feudal.
Enquanto os cristãos se preparavam para o assalto, Abu Iáia Maomé ibne Ali acabava de reprimir uma revolta que fora provocada pelo seu tio, Abu Has Ibn Sayri e, como reprimenda, dispunha-se a executar 50 dos alvoroçadores. Porém, o uale indultou-os para que ajudassem na defesa. Contudo, uma vez que os indultados partiram para as suas casas, alguns deles preferiram apoiar os cristãos, como foi o caso de "Ali do Pantaleu", conhecido também por "Ali da Palomera" ou o de Ben Abed, um muçulmano que forneceu provisões a Jaime I durante três meses e meio.
O domingo 9 de setembro, enquanto as tropas cristãs ficavam descansando fundeadas na ilha Dragonera, junto ao Pantaleu, receberam a visita de Ali da Palomera, que se acercou nadando e proporcionou-lhes notícias sobre Maiorca.
A chegada dos cristãos não surpreendeu os mouros, pois das atalaias costeiras divisaram a frota cristã, tendo sido informado o uale da presença das naves cristãs, que dispôs de 5000 soldados e duzentos cavalos que acamparam frente à costa de Andratx a fim de repelir o ataque. Devido a que Jaime fora informado por Ali dos passos do vali e do contingente que o esperava, a temeridade de tentar a operação ante tantos inimigos fez convocar os nobres, resolvendo que, Nuno Sanz e Raimundo de Montcada, cada um com uma galé, custeassem a costa até acharem um bom lugar para tomar terra. Esta esquadra de reconhecimento e exploração regressou com a notícia de encontrar um lugar chamado Santa Ponça, no qual havia um outeiro que, com cerca de 500 homens posicionados nele, poderiam defender o desembarque dos soldados.

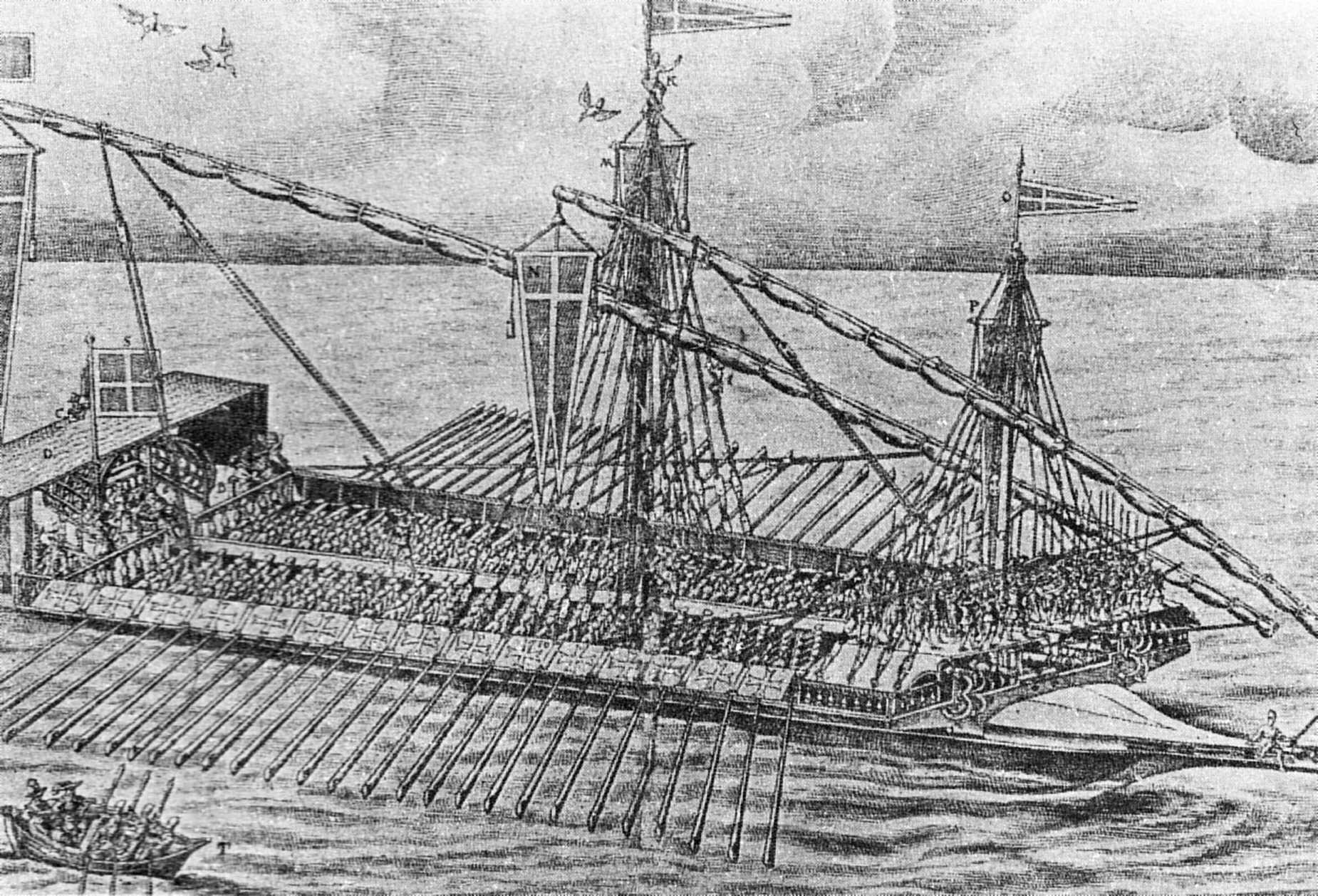
Galé maltesa da época, onde pode ser apreciada a grande quantidade de escravos remeiros que usavam

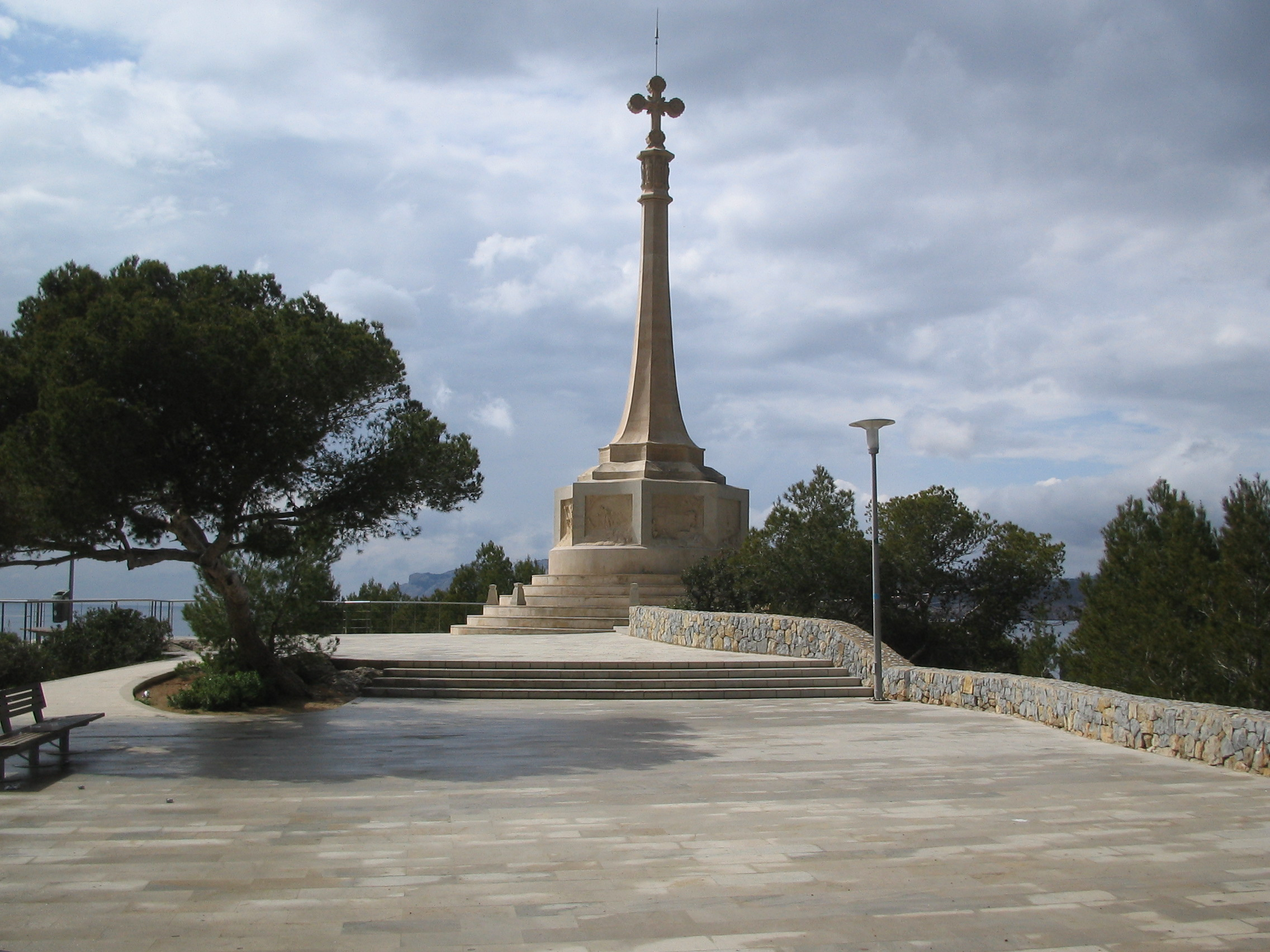
Cruz comemorativa em Santa Ponça, no local onde ocorreu o desembarque. O monumento faz parte do Passeio Calvià

Uma vez alcançada a baía de Santa Ponça, ao chegar a meia-noite e em completo silêncio, tal e qual Ali aconselhara, o rei ordenou levantar âncoras e que o sinal de ataque se daria batendo com um pau na proa das táridas e galés. Pelo outro lado, parte do exército muçulmano avançara a fim de averiguar o lugar do desembarque e, apesar do silêncio que mantinham os cristãos, os mouros ouviram as suas remadas e começaram a berrar e a galopar para a praia, pelo qual, uma vez os cristãos na terra, foi travado o primeiro confronto armado entre ambos os exércitos, que acabou com uma vitória dos cristãos, com cerca de 1500 baixas no exército do uale, enquanto o resto das suas forças fugiram para as montanhas da zona. Durante este primeiro combate, o rei, seguido por 24 cavaleiros aragoneses vez uma escaramuça temerária contra um grande grupo de inimigos que desagradou a Montcada, que lhe reprochou a sua temeridade, pois pusera em perigo a sua vida e a missão, ao não ter advertido das suas intenções ao resto do exército.
A transcrição da crônica do desembarque diz:
| “ | Encontramos um lugar que tinha por nome Santa Ponça e decidimos que era um bom local para atracar. O domingo ao meio-dia, um sarraceno chamado Ali, de Palomera, veio nadando até nós, e deu-nos notícias da ilha, da cidade e do rei. Eu ordenei que quando fosse meia-noite, as galés e as taridas levantassem âncoras ... | ” |

Na Terça-Feira, o rei descansou no acampamento que instalaram na praia, enquanto parte da armada, que já avançara até a zona conhecida atualmente como a La Porrassa, ficou aguardando novas ordens. Enquanto isso, o grosso das forças do vali, que já saíram da cidade, avançavam para Santa Ponça unindo-se às divisões mouras que anteriormente se dispersaram após a escaramuça inicial. Avisados os cristãos dos movimentos inimigos, o monarca ordenou permanecer em alerta para poder repelir um hipotético ataque por surpresa. Ao dia seguinte, Berengário de Palou, o bispo de Barcelona, celebrou uma missa sobre uma rocha (a qual se encontra entre a atual urbanização Galatzó e a atual zona turística de Palmanova), em ação de graças pelos sucessos da campanha. Sobre esta rocha, em 1929, foi construído um pequeno templo de estilo românico denominado capela da pedra sagrada.
Acredita-se que durante o percurso para a cidade, o primeiro objetivo militar das tropas cristãs foi o Puig de sa Morisca, pois desde o seu outeiro controla-se uma ampla zona e porque no mesmo local, em 2008, uma equipa de arqueólogos descobriu em um contexto do século XIII um pequeno escudo de metal com o brasão que se acredita que pertenceu aos cavaleiros Togores, junto a restos muçulmanos.
Na localidade de Santa Ponça ergue-se atualmente uma cruz comemorativa do acontecimento no lugar do desembarque e, durante as mesmas datas, celebram-se as festas da povoação, com representações na praia da típica batalha de "mouros e cristãos".

### A batalha de Portopí

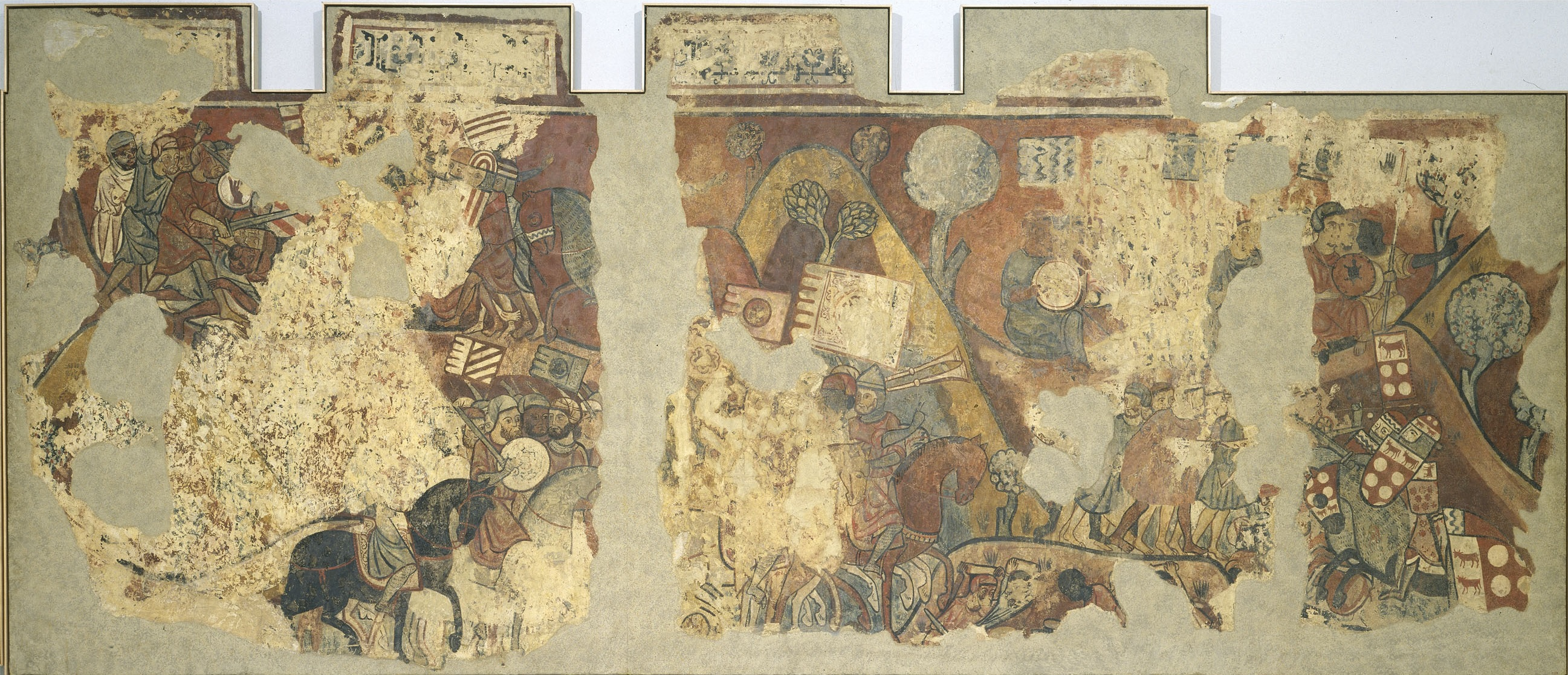
Batalha de Portopí. Fragmento das pinturas murais da conquista de Maiorca, procedentes do Palácio Aguilar de Barcelona e conservadas no Museu Nacional de Arte da Catalunha. Datadas: 1285-1290

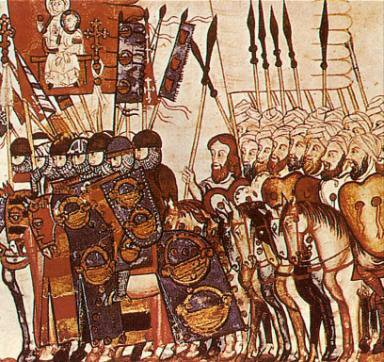
Tropas muçulmanas e cristãs prestas para travar combate

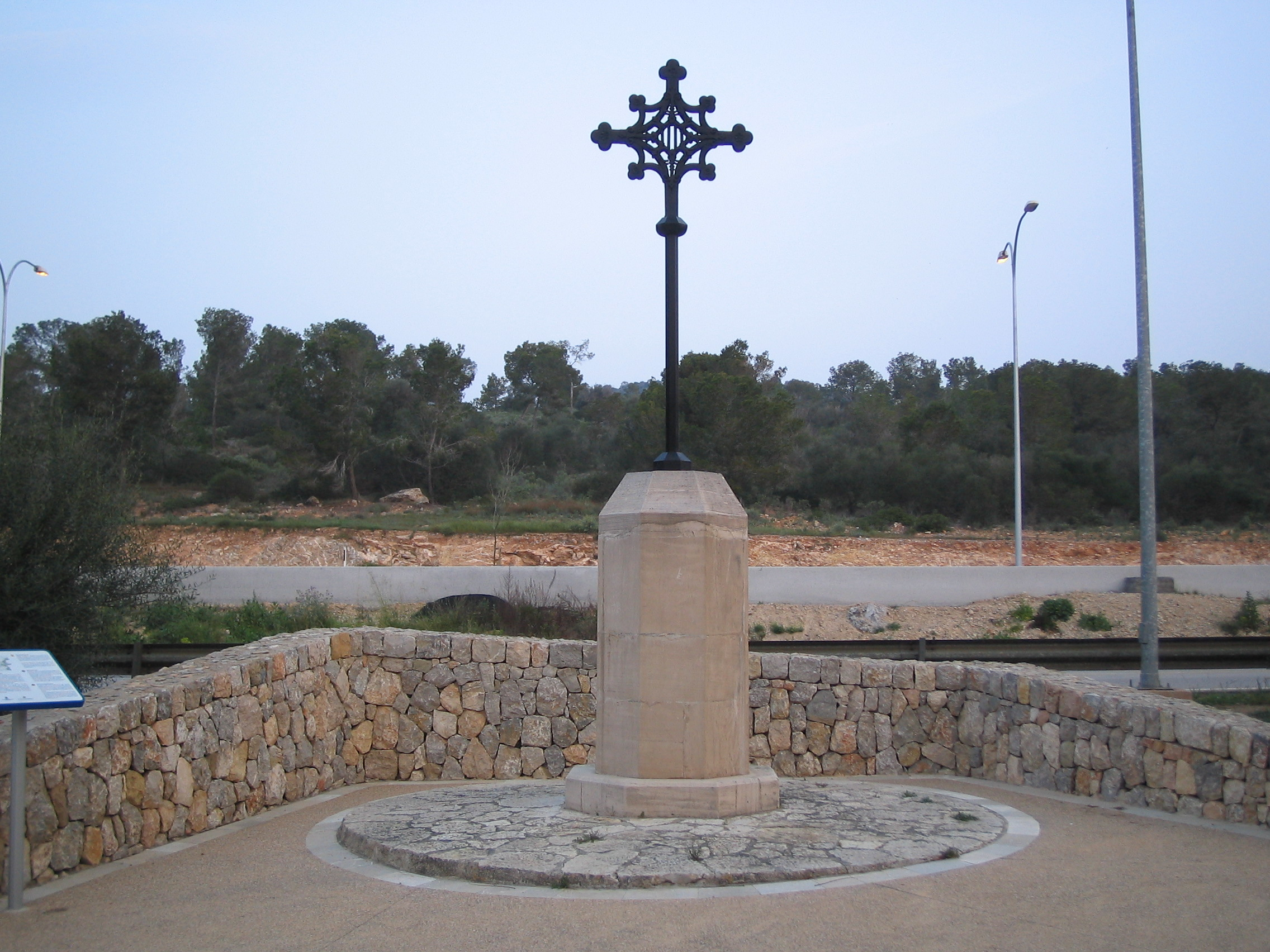
Monumento no lugar onde faleceram em combate Guilherme e Ramón Montcada, pano Passeio Calvià, perto da atual localidade turística de Palma Nova

A batalha de Portopí foi o principal confronto armado em campo aberto entre as tropas cristãs de Jaime I e as muçulmanas de Abu Iáia Maomé ibne Ali. Foi travado em 12 de setembro, em diversos pontos da serra de Na Burguesa (antigamente chamada serra de Portopí), aproximadamente à metade do caminho entre Santa Ponça e Palma de Maiorca, zona conhecida localmente como o Coll de sa Batalla. Embora os cristãos resultaram vencedores, sofreram baixas de importância, como a de Guilherme II de Bearn e do sobrinho deste, Raimundo, cujo parentesco fora confundido no passado, pelo qual são usualmente mais conhecidos como "os irmãos Montcada".
Antes de começar a escaramuça, o exército muçulmano despregara-se por toda a serra de Portopí a sabendas de que os cristãos teriam que cruzar por estas montanhas no seu caminho para a cidade. Pela outra parte, horas antes de começar o confronto e cientes do perigo que espreitava, Guilherme de Montcada e Nuno Sanches discutiram pela decisão de encabeçar a vanguarda das tropas, que terminou sendo dirigida pelos Montcada. Contudo, estes se adentraram entre os muçulmanos, perdendo a vida após caír numa emboscada. Jaime I, que desconhecia naquela altura a morte desses homens, seguiu o seu mesmo caminho, avançando com o resto do exército visando agrupar-se e participar juntos na batalha, até tomar contato com o inimigo na serra. Os corpos dos Montcada foram encontrados desfigurados pelas múltiplas feridas e enviados a enterrar em riquíssimos ataúdes ao mosteiro de Santes Creus, no atual município de Aiguamúrcia, da província de Tarragona.
Segundo a crônica do historiador Bernardo Desclot, as forças cristãs deixaram muito a desejar, tendo o rei várias vezes de insistir aos seus homens para que travassem combate, mesmo admoestando-os por duas ocasiões, nas quais exclamou a frase que posteriormente passou à história maiorquina; "Vergonha cavalheiros, vergonha". Finalmente, a superioridade militar dos cristãos conseguiu que os muçulmanos se retirassem, mas ao solicitar os cavaleiros de Jaime I um alto para render homenagem aos nobres que faleceram, deixaram-nos fugir, e refugiaram-se na cidade. Desclot comenta na sua crônica que apenas faleceram quatorze cavaleiros, provavelmente das hostes dos Montcada, dos quais menciona Hugo Desfar e Hugo de Mataplana.
Ao chegar a noite, o exército de Jaime I descansou na zona da atual localidade de Bendinat. A notícia da morte dos Montcada foi dada a Jaime I por Berengário de Palou e dois dias depois, em 14 de setembro, foram enviados a enterrar.
No lugar que foram abatidos os Montcada, segundo conta a lenda, conservava-se até 1914 um pinheiro conhecido como "o pinheiro dos Montcada". No século XIX, um grupo de poetas catalães e franceses, entre eles Jacint Verdaguer, construíram sob o patrocínio do arquiduque Luís Salvador um monumento em comemoração do acontecimento no lugar onde repousaram os seus corpos, no Passeio Calvià no seu percurso pela cercania da atual localidade de Palmanova.
Após esta grande batalha, o caminho para a capital da ilha ficou sem obstáculos, e as tropas invasoras prepararam-se para o assédio final.

### O assédio aMadina Mayurqae a pacificação da ilha
O dor pela perda dos Montcada e a decisão do próximo local do acampamento, manteve ocupados o rei e as suas tropas os seguintes oito dias. A partir daí, avançaram e acamparam a norte da cidade, entre a muralha e a zona conhecida atualmente como "La Real", ordenando Jaime I montar dois trabucos, uma catapulta e uma manganela com os que posteriormente começaram a bombardear a cidade. O local do acampamento real foi escolhido estrategicamente pela sua cercania à acéquia de água que abastecia a cidade, mas afastado das bestas e manganelas muçulmanas. Jaime mandou construir uma paliçada em torno ao acampamento que garantisse a segurança das suas tropas.

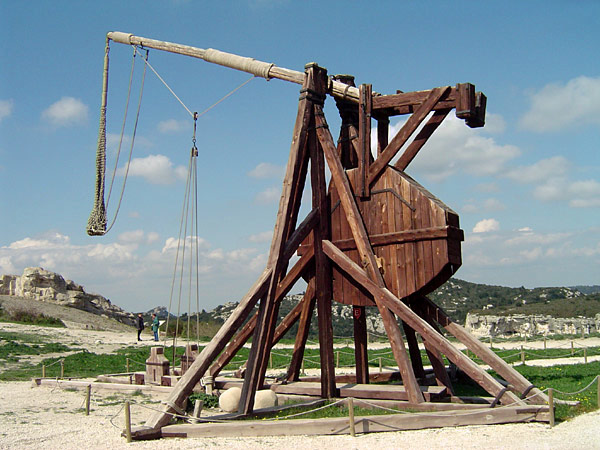
Trabuco, arma de assédio da época medieval, que podia lançar dois projéteis por hora

O exército cristão, acampado frente à cidade, recebeu a visita de um endinheirado e bem considerado muçulmano chamado Ben Abed que, apresentando-se frente do rei, comunicou-lhe que se encontrava no comando de 800 aldeias muçulmanas dos montes e que desejavam oferecer-lhe ajuda e reféns para se manter em paz com ele, fato que, junto aos conselhos sobre as práticas dos cercados, deu aos cristãos um poderoso auxílio. Como primeira prova de submissão, Abed entregou a Jaime vinte cavalarias carregadas de aveia, bem como cabritos e galinhas, enquanto o rei lhe proporcionou um dos seus pendões, para que os seus mensageiros pudessem apresentar-se ante as hostes cristãs sem serem atacados.
A resposta dos cercados não aguardou, e responderam com quatorze algarradas e dois trabucos. Frente do incontrolável avanço das tropas do rei, os mouros ataram vários prisioneiros cristãos completamente nus no alto das muralhas para impedirem assim que este os bombardeasse, enquanto aqueles exortavam aos seus compatriotas a não cessar de atirar. Ouvindo Jaime I as suas pregárias, nas quais diziam que com a sua morte alcançariam a glória, encomendou-os a deus e redobrou as descarregas que, ao passarem acima das cabeças destes, provocou que os muçulmanos os devolvessem para as masmorras, vendo frustrada a chantagem. Assim mesmo, em resposta à estratagema muçulmana, Jaime I catapultou as cabeças de 400 muçulmanos capturados numa escaramuça, visando reabrir a fonte de água de abastecimento da Medina que anteriormente taparam os cristãos.
Ao verem-se perdidos, os muçulmanos ofereceram negociações para tratar a rendição de Abu Iáia Maomé ibne Ali, e Jaime I era partidário de chegar a um acordo, mas os parentes dos Montcada e o bispo de Barcelona exigiram vingança e extermínio. Quando Abu Yaha se retirou ao não aceitar Jaime as condições, o vali assegurou que desde esse momento cada sarraceno valeria por dois. Ante semelhante panorama, o rei viu-se obrigado a ceder às pretensões dos seus aliados e continuar com a campanha, que culminou na tomada de Palma de Maiorca.

### Tomada deMadina Mayurqa

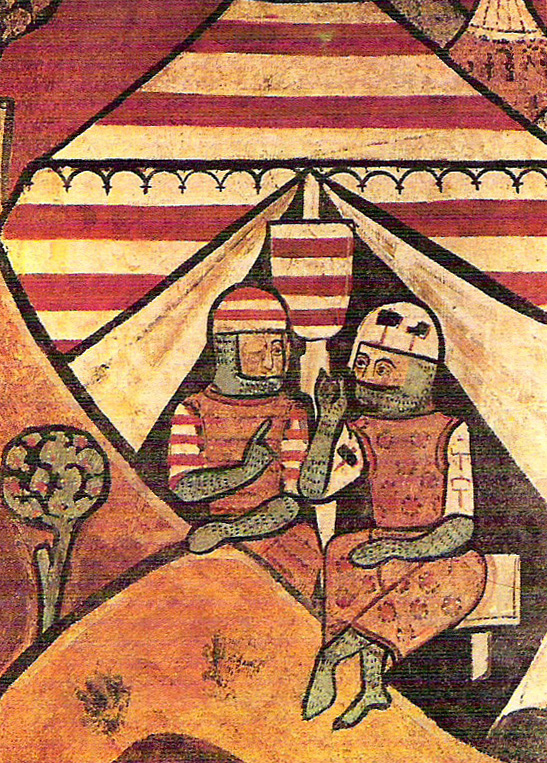
Hugo IV de Ampúrias e Mas Maça, senhor de Sangarrén, durante a conquista da ilha

A dificuldade de efetuar um assédio a uma cidade murada costumava chegar a uma estratégia de cerco e esperar que os seus defensores sofressem as consequências da sede e da fome. No entanto, devido às condições climatológicas da ilha nessa altura do ano e do baixo moral e cansaço das tropas de Jaime I, levaram o rei a não desistir no seu empenho por demolir os muros e assaltar as torres para terminar o quanto antes a empresa. Entre as diversas máquinas que costumavam ser usadas na época encontravam-se as torres de cerco, os aríetes, as bestas de torno e os trabucos.
Após duros combates durante meses de assédio, os cristãos foram abrindo brechas, demolindo muros e torres de defesa. A dureza do assédio foi tal que, quando os cristãos abriam uma brecha numa das muralhas, os muçulmanos tapavam-na erguendo outro muro de cal e de pedra atrás.
Uma das principais estratégias do ataque cristão consistiu em efetuar uma pugna subterrânea a base de minas para socavar as muralhas, mas o contra-ataque muçulmano respondia com contra-minas. Por fim, em 31 de dezembro de 1229, Jaime I conseguiu tomar a cidade. O momento inicial ocorreu quando uma quadrilha de seis soldados conseguiu colocar um pendão no alto de uma das torres da cidade e começou a fazer senhas ao resto do exército para que os seguissem O soldado que se adiantou ao resto da tropa hasteando o estandarte da coroa de Aragão sobre aquela torre, e que animou os outros cinco a segui-lo, chamava-se Arnaldo Sorell e foi posteriormente nomeado cavaleiro por Jaime I em recompensa pela valentia da sua façanha. O resto do exército cristão entrou na cidade berrando: "Santa Maria, Santa Maria", evento que era típico na época medieval.
O cronista Pedro Marsilio, por ordem do segundo filho de Jaime I, o rei Jaime II, e cujo manuscrito se encontra na catedral de Palma, relatou na sua crônica que 50 cavaleiros lançaram os seus cavalos contra os sarracenos em nome de Deus, enquanto em voz alta berravam: "ajuda-nos Santa Maria, mãe do nosso senhor" e uma vez mais; "vergonha cavaleiros, vergonha!" enquanto esporeavam os seus cavalos investindo e arrolhando com ímpeto os sarracenos que ficaram na cidade, enquanto outros milhares deles fugiam pelas portas traseiras da cidade.
A entrada triunfal de Jaime foi pela porta principal da cidade, denominada em árabe "Bab al-Kofol" ou "Bab al-Kahl" e localmente "Porta de la Conquesta", de "Santa Margalida", do "Esvaïdor" ou "Porta Pintada". Dela conserva-se uma placa comemorativa, pois foi demolida em 1912, anos após fazê-lo também com a muralha. No museu diocesano de Maiorca, aprecia-se uma imagem medieval com uma cena da luta no retábulo de São Jorge elaborado pelo pintor de estilo flamengo Pedro Nisart.
Contam que, uma vez tomada a cidade, os cristãos apresaram Abu Iáia Maomé ibne Ali e torturaram-no durante mês e meio para que confessasse onde tinha escondidos os tesouros acumulados da pirataria, mesmo cortando o pescoço do seu filho de 16 anos na sua presença, enquanto o seu outro filho se converteu ao cristianismo para salvar a vida. Finalmente, o vali faleceu sem revelar onde escondia as suas riquezas. Ao mesmo tempo, incendiaram a cidade e esfaquearam a população que não conseguira fugir, embora alguns poucos se converteram ao cristianismo para salvar a vida. A matança foi tão grande que os milhares de cadáveres não puderam ser enterrados, pelo qual pouco depois as tropas foram dizimadas por uma epidemia de peste produzida pela putrefação.
Segundo a crônica de Jaime I, embora com licenças literárias, foram mortos 20 000 muçulmanos, enquanto outros 30 000 escaparam da cidade. Por outro lado, na serra da Tramontana e na comarca de Artá, conseguiram refugiar-se cerca de 20 000 pessoas entre civis e homens armados, ainda que finalmente foram capturados.

### Desavenças pela repartição da pilhagem
Apenas entraram na cidade, os conquistadores iniciaram a pilhagem, com o qual começou a discórdia entre as hostes. Frente da situação, o rei sugeriu cuidar dos mouros que fugiram para as montanhas, a fim de evitar um possível contra-ataque, mas a cobiça por ficar com os bens dos vencidos provocou que o bispo de Barcelona e Nuno Sanches propusessem fazer pública a almoeda. A pilhagem recolhida os primeiros dias foi abundante, tomavam quanto desejavam, mas quando publicou que era preciso pagar, foi desencadeada uma revolta, na que terminaram assaltando a casa onde se instalara o pavorde de Tarragona. Perante estes acontecimentos, Jaime ordenou levar todo o que conseguira para o castelo, no que se assentavam os templários, para depois comunicar às suas gentes que a repartição seria justa e que seriam enforcados se continuavam saqueando casas. O saque da cidade durou até 30 de abril de 1230, ainda que um mês antes, chegou à ilha o mestre da "ordem de Malta" com alguns dos seus cavaleiros solicitando que lhes fossem entregues, além das terras, um edifício e alguns bens móveis. Jaime cedeu às suas petições e entregou-lhes "a casa do deracenal", além de quatro galés que apresara ao vali da ilha. Outro dos problemas aos quais enfrentou Jaime I foi o abandono da capital por parte dos seus combatentes uma vez conseguidos os objetivos militares, pelo qual enviou o cavaleiro Pedro Cornel a Barcelona para recrutar 150 cavaleiros para conquistar o resto da ilha.

### Resistência muçulmana

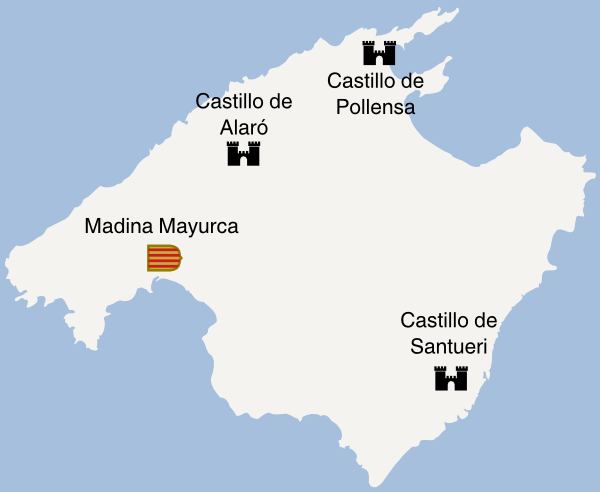
Situação dos últimos focos da resistência muçulmana em Maiorca

Graças às disputas internas entre os conquistadores derivadas da repartição da pilhagem, os muçulmanos que conseguiram fugir puderam organizar-se nas montanhas setentrionais de Maiorca e resistir por dois anos, até meados de 1232, quando finalizou a conquista. Contudo, a maioria da população muçulmana ofereceu pouca resistência e permaneceu desunida, facilitando a invasão.
Para combater os focos de resistência que se organizaram nas montanhas foram organizadas várias cavalgadas. A primeira delas, comandada pelo mesmo Jaime I, fracassou devido a que as tropas eram escassas e com doenças. A segunda incursão foi em março, contra os que se esconderam na serra de Tramuntana, onde encontraram um grupo de rebeldes que pactuaram render-se. Assim, enquanto os cristãos cumpriam o pacto, aproveitaram para explorar à procura de novos refugiados, chegando um destacamento sob o comando de Pedro Maza a encontrar uma caverna onde se esconderam muitos muçulmanos que terminaram por se render.
Tendo Jaime solucionado os principais problemas, decidiu retornar a Barcelona, nomeando Bernardo de Santa Eugenia como tenente, ficando como governador da ilha e com a encomenda de aniquilar a resistência muçulmana nos castelos e montanhas de Maiorca. A viagem de volta de Jaime à Catalunha foi na galé do cavaleiro occitano Ramón Canet, aparentemente a melhor da frota, em 28 de outubro de 1230, sendo três dias depois recebido em Barcelona com inúmeros festejos, pois chegaram as notícias do seu triunfo e os seus vassalos queriam elogiá-lo como o maior monarca do século. Porém, pouco depois surgiu o rumor de que se estava formando uma grande esquadra na Tunísia para contra-atacar e arrebatar a ilha pelo qual voltou novamente a Maiorca e aproveitou para tomar os castelos onde se encontrava parte da resistência muçulmana; O castelo de Pollença, o de Santueri em Felanitx e o de Alaró, na localidade homônima. O último reduto das forças sarracenas agrupou-se em Pollença, no conhecido como "castelo do rei", sobre um promontório de 492 metros sobre o nível do mar. Uma vez teve tomado estas fortificações e ficando convencido de que não viria qualquer armada desde a África, retornou novamente para a Catalunha.
Durante o período de 31 de dezembro de 1229 a 30 de outubro de 1230 tomaram-se as povoações situadas no Pla, Migjorn, Llevant e o nordeste da ilha. Finalmente, os que não conseguiram fugir para o Norte da África ou para a Menorca foram escravizados, embora alguns poucos conseguissem ficar nas suas terras.
O último foco de resistência, fez com que Jaime voltasse novamente à ilha em maio de 1232, quando cerca de 2000 sarracenos que se ampararam nas montanhas.

## A visão da conquista de ibne Almira Almazumi
Um historiador e arqueólogo de Maiorca, Guillermo Rosselló Bordoy, trabalhou junto ao filólogo Nicolau Roser Nebot na tradução da primeira crônica conhecida da conquista de Maiorca, Kitab ta'rih Mayurqa, descoberta pelo professor Muhammad Ben Ma'mar. A obra, da qual se tinha conhecimento desde o final do século XVI e se acreditava perdida, foi achada dentro numa biblioteca de Tinduf. Com esta contribuição foi conhecido o ponto de vista dos vencidos.
O seu autor foi ibne Amira Almazumi, nascido em Alzira em 1184, que conseguiu fugir para a África durante a contenda, e que se acredita falecido na Tunísia entre 1251 e 1259. O seu relato é considerado de importantíssimo valor histórico e literário, pois é o único documento que narra a visão da campanha por parte dos vencidos. Nas suas 26 páginas, descrevem-se pormenores como por exemplo o nome que tinha o lugar do desembarque; Sanat Busa, que em árabe significa "lugar de juncos".
Muhammad Ben Ma'Mar, professor da universidade de Orã efetuou a primeira transcrição e anotação, até finalmente Guillem Rosselló Bordoy efetuar a sua tradução para o catalão em 2009, a qual, desde a sua apresentação, tornou-se num pequeno best seller nas Baleares.
Entre outras contribuições, confirma-se o número de 150 navios para a esquadra cristã, assim como o seu desvio pela costa de Tramuntana, pois esta foi divisada pelos vigias das atalaias costeiras que informaram a Abu Iáia Maomé ibne Ali. Não assim aconteceu com o trato dado ao governador muçulmano de Maiorca, que parece que foi justiçado junto à sua família sem cumprir as promessas feitas no pacto de rendição, que se mantêm segundo as crônicas cristãs. Assim mesmo, coincidem também outros pormenores como a captura das naves cristãs em Ibiza como desculpa para a invasão, o lugar do desembarque, a batalha de Portopí e um número de 24 000 baixas muçulmanas.
Segundo o relato de Amira, o bando muçulmano fez muitos atamancamentos. Em princípio, uma vez foi alertado o vali dos preparativos bélicos na Península para a invasão, enviou três navios espias: um foi capturado, outro confirmou a iminente invasão e o último foi arrastado pelos ventos até a Sardenha, onde capturaram cinco cristãos que informaram que o ataque fora posposto até a Primavera e Abu Iáia Maomé ibne Ali, crendo isso, desmontou o seu dispositivo de defesa. O destacamento enviado à costa de Andratx para rechaçar a invasão consistia num grupo almóada que fora expulso do al-Andalus e se aliara com Abu Iáia Maomé ibne Ali; porém, aparentemente, dedicaram-se à bebida e à distração, dando vantagem aos cristãos durante as manobras de desembarque. Durante a batalha de Portopí, quando os muçulmanos estavam vencendo, o vali realizou uma má manobra que fez crer ao seu exército que se devia retirar, de modo que as suas tropas se precipitaram numa caótica fuga para a cidade.
Segundo as crônicas cristãs e muçulmanas, a ilha contava aproximadamente com uma população de 50 000 habitantes, repartida em doze granjas. A maioria consistiam em maiorquinos descendentes dos habitantes que a povoavam antes da conquista muçulmana de 903.

## A repartição

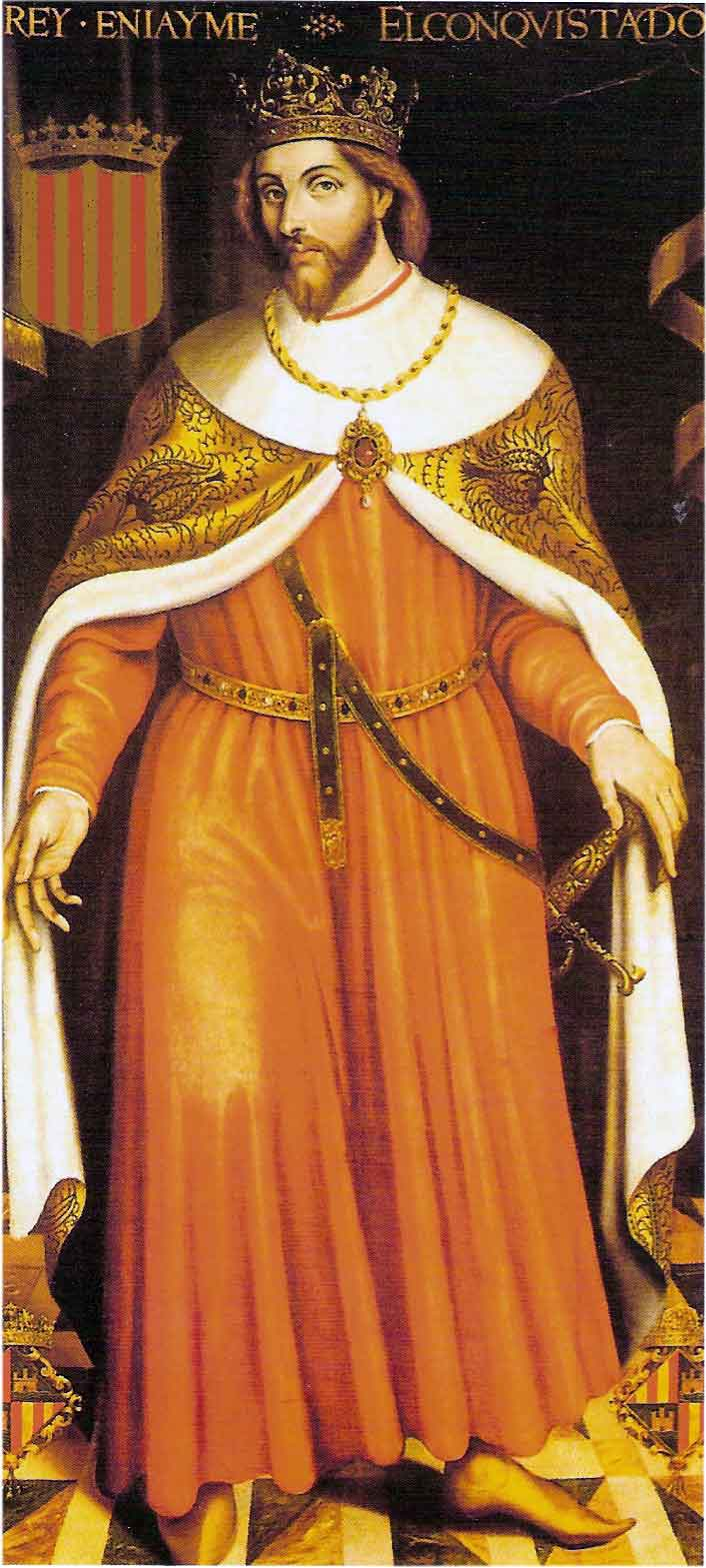
Jaime I partilhou a ilha entre a casa real, a nobreza e a igreja, segundo o Llibre del Repartiment. Imagem de Jaime I no município de Palma

Nesses momentos, Maiorca contava com 816 explorações agrárias. A repartição das terras e bens da ilha foi total e foi realizada segundo o pactuado antes nas Cortes e de acordo com o que se dispôs no "Llibre del Repartiment". O rei Jaime I dividiu a ilha em 8 partes, a metade passou a formar a medetas regis e a outra metade a medetas magnatas. Ou seja, a metade da ilha passou às mãos do rei e a outra metade aos nobres magnatas, árbitros da repartição. Apenas se conhecem os bens e terras que compunham a medetas regis, que era a que aparecia no Llibre del Repartiment, mas acredita-se que a medetas magnatas era similar. Os coletivos que tiveram maior participação na empresa foram de Barcelona e de Marselha, a primeira com um total de 877 cavalarias e a segunda com 636, seguidas da casa do Temple que obteve 525.
O sistema feudal ilhéu que instaurou Jaime I era composto por unidades jurisdicionais submetidas à prestação de um determinado número de cavaleiros armados para defender o reino, denominadas cavalarias, ainda que algumas delas, pela sua relevância, antiguidade ou importância do senhor adjudicatário, passaram a ser denominadas baronias. Os cavaleiros contavam com uma série de privilégios que os tornavam figuras honradas pelo rei, principalmente pela nobreza da sua linhagem e pela sua bondade. Porém, o sistema legal permitia que as cavalarias pudessem ser arrendadas ou vendidas a terceiros, ainda que não fossem cavaleiros, fato que em troca lhes concedia jurisdição civil e a criminal, licença para cobrar determinados direitos senhoriais e estabelecer uma cúria.

### Medetaregisemagnata
A medetas regis compreendia cerca de 2113 casas, 320 oficinas urbanas e 47 000 ha divididas em 817 imóveis. Pela sua vez, o monarca partilhou-a entre as ordens militares que apoiaram a conquista, principalmente a Ordem dos Templários, os infantes, os funcionários públicos e homens ao seu cargo e os homens livres. Assim, a Ordem dos Templários recebeu 22 000 ha, 393 casas, 54 lojas e 525 cavalarias. Os homens ao serviço do monarca 65 000 há. As cidades receberam 50 000 ha e finalmente o infante Alfonso, o seu primogênito, recebeu 14 500 ha.
A medetas magnatum foi partilhada entre os quatro magnatas, que pela sua vez deviam repartir as terras entre os seus homens, homens livres e comunidades religiosas. Os quatro foram Guillem de Montcada, visconde de Bearn, Hugo de Ampúrias, Nuno Sanches e o bispo de Barcelona.
Guillem de Montcada recebeu o distrito de Qanarûsha ou de Canarosa, no qual se encontravam, entre outras, as povoações de Costitx e Sencelles, e um terço do de Sóller.
Nuno Sanches recebeu os distritos de Valldemossa, Manacor, cabeça do distrito de Manaqur, e Bunyola. Fundou o hospital de Sant Andreu em 1233, um dos primeiros da ilha, sob o nome original de Santa Eulália, embora posteriormente, sob o reinado de Jaime II passasse a ser de patrocínio real. Ao falecer sem descendência, as suas posses passaram às mãos da Coroa.
Berengário de Palou, que contribuíra com 100 cavaleiros e com um séquito de 1000 serventes, recebeu Calvià, além deAndratx, Puigpunyent e a "Baronia dos bispos de Barcelona", que se encontrava na localidade de Marratxí. Assim mesmo, converteu-se no primeiro senhor cristão dos citados territórios, incluindo as localidades de Estellencs e Puigpunyent. Durante as operações de limpeza na resistência da cidade, foi ferido e mutilado de um pé.
Hugo de Ampúrias recebeu os distritos de Mûruh, integrado pelos assentamentos de Muro, Maria de la Salut, Santa Margalida, e dois terços do de Sóller e a metade da albufeira de Alcúdia.
Finalmente, o território de Maiorca ficou distribuído em aproximadamente 66 000 ha de terreno de senhorio, 33 000 de realengo e 14 000 urbano. Em que pese a repartir as terras entre os nobres, cidades e ordens religiosas, Jaime ficou com o domínio sobre o terreno, fazendo que os proprietários fossem feudatários seus e que lhe devessem obediência e serviço. Isto acrescentou o poder do monarca que, junto ao prestígio obtido, passou a ocupar um lugar predominante e menos precário perante os nobres.

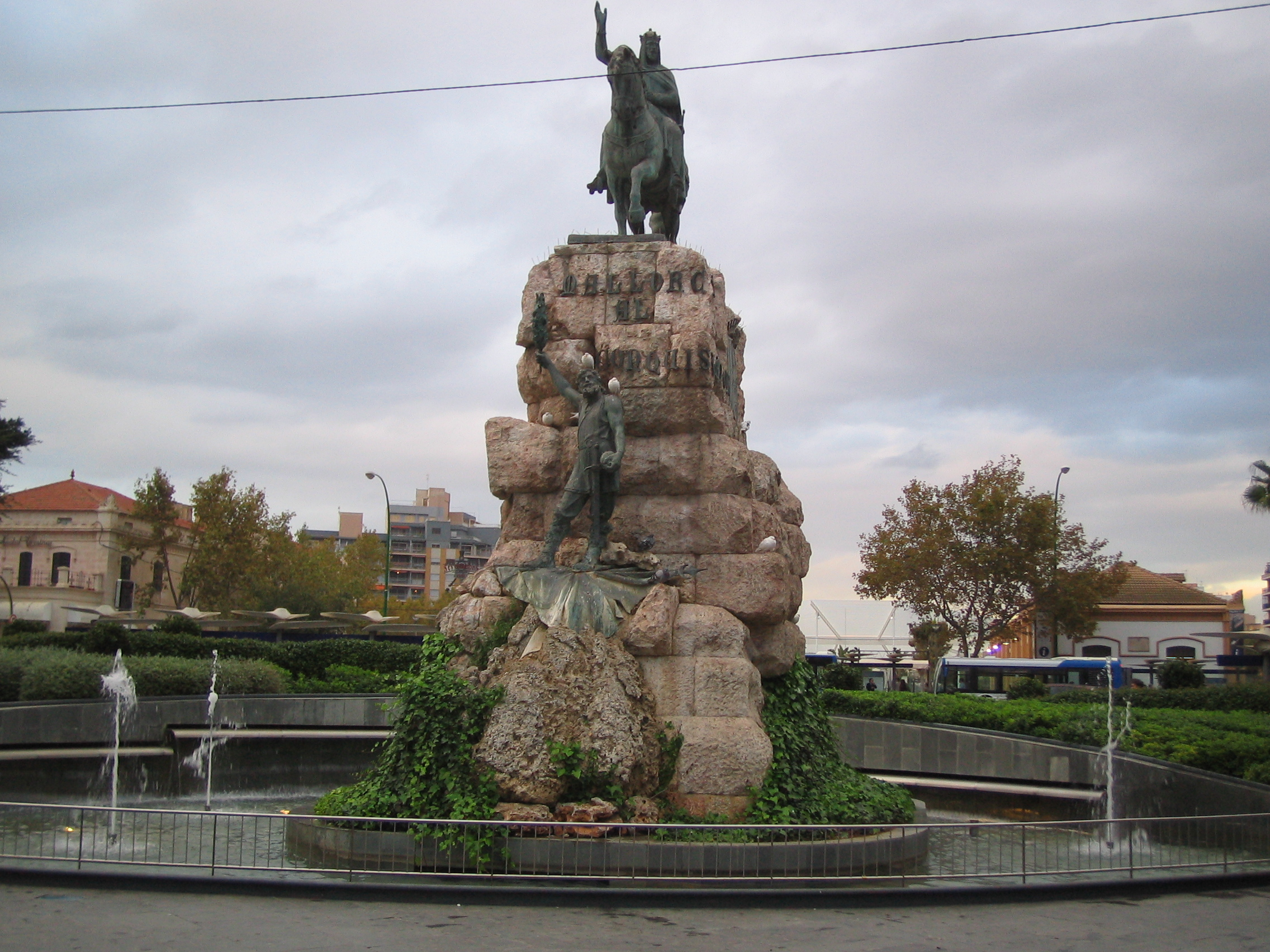
Estátua de Jaime I na Praça da Espanha de Palma de Maiorca

Houve muitos outros nobres que receberam territórios na ilha, como Gilabert de Cruïlles e Ramón Sa Clusa, que receberam a baronia de Banyalbufar, que ficou dividida em dois vales, cada um sob o domínio do seu senhor. As famílias Montsó e Nunis, que receberam os territórios que formavam o distrito de Yartán, que integrava as povoações de Artà, Capdepera e Son Servera. O conde Pedro I de Urgel, o abade de Sant Feliu de Guíxols, que recebeu a localidade de Castell de Llubí, (atual Llubí) que fazia parte do distrito de Mûruh. Bernat de Santa Eugènia, tenente do monarca, ou a Ordem dos Templários, que recebeu a maior parte dos territórios de Alcúdia e Pollença, os quais posteriormente construíram a basílica gótica de Sant Francesc, assim como a igreja de Santa Eulália, onde se assentou a loja dos seus construtores. Cabe destacar-se que desde 1229 existiam em Maiorca súditos franciscanos, pois dois frades desta ordem acompanharam a Jaime desde o princípio da empresa. Finalmente, também recebeu a Ordem de Malta, da qual se conhece a construção da igreja de igreja de Sant Joan de Malta e que também receberam a povoação de Algaida, embora primeiro pertencesse à parte real.
Entre as localidades que pertenceram ao rei ficava o distrito de Yiynau-Bitra com as localidades de Sineu e Lloret de Vistalegre, entre outras. Entre os outros benefícios que outorgou o monarca destaca-se a carta de direitos de comércio com as ilhas que concedeu aos homens de Barcelona, ou as trezentas casas de Palma e a sexta parte de Inca que obteve a cidade de Marselha.
O coletivo judeu recebeu uma série de granjas, principalmente nas comarcas de Petra, Inca, Montuïri e Sineu, além de importantes concessões como o estatuto jurídico e a dotação de bens imóveis rústicos, principalmente por parte de Nuno Sanches, que fora acompanhado a pactuar com os muçulmanos por um judeu de confiança de Jaime I chamado Bahiel.
Os seus aliados genoveses e pisanos também receberam direitos, assim como os cônsules marselheses Guilherme Aycard e Balduino Gemberto, cuja participação foi decisiva, com o contribuição de vários navios e de seiscentos cavaleiros, pelo qual receberam 300 casas em Palma, 24 granjas dividas entre Artà e Inca e uma vigésima parte da albufeira de Pollença.
Em 2002, descobriu-se que um afeiçoado suíço, chamado Rupert Spilmann, achara um importante tesouro no castelo de Santueri, chegando durante dois anos a espoliar mais de um milhar de moedas que exportou ilegalmente à Suíça e à Alemanha.

## Procedência dos conquistadores
Os conquistadores procediam de diversos locais e em diferentes proporções, de modo que alguns dos nomes das atuais localidades provêm dos seus senhores, como a vila de Deyá, por parte de um conquistador que seguramente foi o cavaleiro principal de Nuno Sanz, pois aos desta classe eram entregues as vilas e castelos. Assim, surgiram outros topônimos como Estellencs, dos cavaleiros Estelles e Santa Eugènia, de Bernardo de Santa Eugènia. Assim, e segundo o Llibre del Repartiment, as terras conquistadas foram repartidas entre gente proveniente da Catalunha (39,71 %), da Occitânia (24,26 %), da Itália (16,19 %), do Aragão (7,35 %), de Navarra (5,88 %), da França (4,42 %), de Castela (1,47 %) e de Flandres (0,73 %). Devido ao extermínio ou expulsão da maior parte da população autóctone, não havia suficiente mão-de-obra para o cultivo do campo, pelo qual em 1230 foi ditada pela primeira vez na ilha a carta de franquezas, privilégios que atraíram mais repovoadores para as tarefas agrícolas. A nova população de Maiorca provinha essencialmente da Catalunha, mais especificamente do nordeste e, dentro deste, do Ampurdã, embora também ficaram alguns mudéjares. Devido a isso, a língua de Maiorca é um dialeto oriental do catalão derivado pela sua vez do limusino, denominado maiorquino.
Muitos sobrenomes típicos maiorquinos fazem referência às terras originárias dos primeiros repovoadores. Alguns exemplos são Català (catalão), Pisà (pisano), Cerdà (proveniente da Cerdanha), Vallespir, Rosselló, bem como Balaguer e Cervera (povoações da província de Lérida).
É provável que, antes da conquista, a população cristã na ilha fosse escassa ou talvez inexistente, pois teve de adaptar -se uma mesquita, conhecida atualmente como igreja de Sant Miquel para dar a primeira missa depois da tomada da cidade, o que faz supor que o culto e clero cristão fosse inexistente. Os historiadores maiorquinos opinam que durante o longo período de cativeiro muçulmano a religião e o culto católico não chegou completamente a extinguir-se, em vista de que a igreja de Santa Eulália, cuja primitiva construção é anterior à invasão sarracena, nunca servisse de mesquita, ainda que se ignora se as tropas de Jaime I encontraram cristãos moçárabes.

## Menorca e Ibiza
Após a tomada da ilha e a anexação da mesma à Coroa de Aragão, Jaime I desestimou um ataque a Menorca devido às baixas sofridas durante a conquista de Maiorca e a que as tropas eram necessárias para a conquista de Valência. Frei Ramón de Serra, na qualidade de comendador da Ordem dos Templários, aconselhou ao rei que enviasse à ilha vizinha um comitê para tentar que os muçulmanos que a ocupavam se entregassem, e ele próprio se ofereceu à causa. O rei decidiu que o acompanhassem o mestre templário Bernardo de Santa Eugênia e o cavaleiro templário Pedro Masa, cada um com as suas respectivas naves. Enquanto a comitiva partia a tratar com os muçulmanos vizinhos, no lugar onde atualmente se encontra o castelo de Capdepera, Jaime I mandou acender grandes fogueiras que pudessem ser vistas desde Menorca a fim de fazer crer aos mouros da ilha vizinha que havia um grande exército acampado aí para acudir a invadi-los, fato que causou o seu efeito provocando a recapitulação de Menorca e que se rubricasse o Tratado de Capdepera. Após a rendição, Menorca continuou em poder muçulmano, ainda que depois da assinatura do tratado de vassalagem e o pagamento de tributos na "torre de Miquel Nunis", na atual Capdepera, em 17 de junho de 1231, passou a ser tributária do rei de Maiorca. A ilha foi tomada finalmente em 1298 por Afonso III de Aragão.
Jaime I encomendou a conquista de Ibiza ao arcebispo de Tarragona Guilherme de Montgri, ao seu irmão Bernardo de Santa Eugênia, ao conde do Rossilhão, Nuno Sanches, e ao conde de Urgel, Pedro I. As ilhas foram tomadas em 8 de agosto de 1235 e incorporadas ao Reino de Maiorca. A repovoação foi levada a cabo por gentes do Empordà.

## Consequências

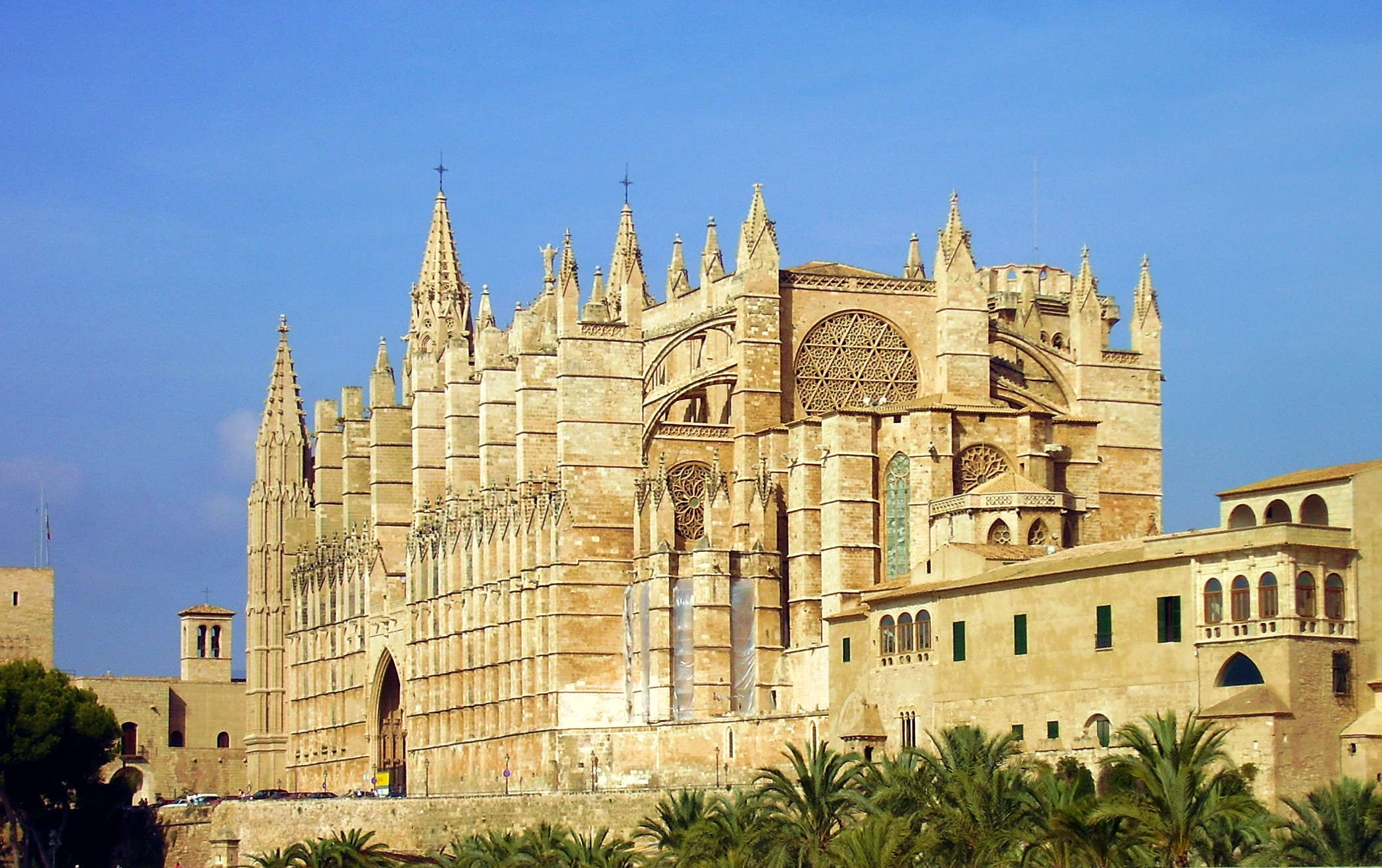
Após a conquista, a catedral de Santa Maria foi construída sobre a antiga mesquita, como era costume na época

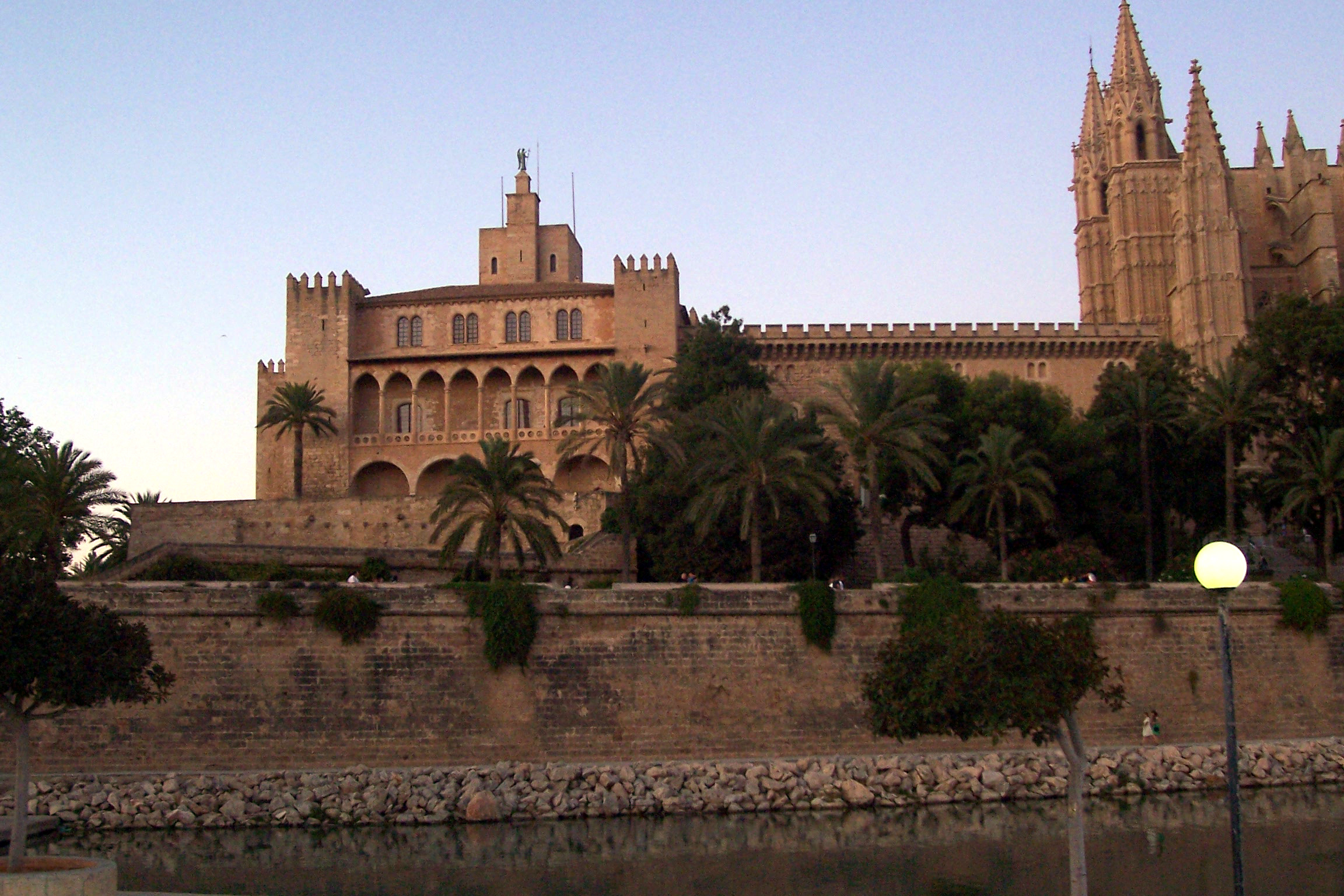
O Palácio Real da Almudaina, junto à catedral, foi reconstruído seguindo o estilo gótico da época

Bandeira do Reino de Maiorca

A princípio, a nova cidade cristã foi divida em duas paróquias, a de Santa Eulália e a de São Miguel, agindo estas também como centros administrativos e gremiais. Esta última é considerada pelos historiadores maiorquinos como o templo mais antigo de Palma, pois foi erguida sobre uma mesquita muçulmana depois da invasão, com pequenas modificações na estrutura original para a adaptar ao culto cristão.
Posteriormente, Maiorca ficou constituída como território da coroa de Aragão, sob o nome de "regnum Maioricarum insulae adiacentes" A princípio, como lei na ilha, começaram a usar o sistema conhecido como usos catalães e estabeleceu-se para Palma de Maiorca o regime chamado Universitat de la Ciutat i Regne de Maiorca. Madina Mayurqa passou a chamar-se Ciutat de Mallorca ou de Mallorques ("Cidade de Maiorca" em catalão), pois Jaime I dotou-a de uma municipalidade que abrangia toda a ilha. Posteriormente, a cidade viveu uma época de prosperidade econômica pela sua privilegiada situação geográfica para comerciar com o Magrebe, com a Itália e com o resto do Mediterrâneo.
Em 29 de setembro de 1231, contravindo o pacto com os nobres, Jaime I permutou o reino de Maiorca pelas terras de Urgel com seu tio o infante Pedro de Portugal, conde de Urgel  repartição que se ultimou em 9 de maio de 1232, dando a este último 103 prédios agrários da porção real e ficando o infante como senhor da ilha.
O sistema de direito penal começou a utilizar novas táticas que paulatinamente se foram impondo. Na carta de repovoação adicionaram-se disposições arcaicas, sendo admitidas modalidades de autotutela; os agressores que tivessem sido injuriados com o uso da palavra "renegat" (renegado) ou "cugut", (cornudo) contavam com impunidade. Assim mesmo, permitiu-se que o autor e vítima de um delito pudesse pactuar uma compensação econômica para resolver as suas diferenças. Desde os primeiros momentos, graças à carta de repovoação, houve notários públicos, ficando registo de Guillem Company, que aparece num documento de 14 de agosto de 1231, com idênticas atribuições às existentes na Catalunha. Tanto Jaime I quanto o resto de senhores jurisdicionais, criaram uma escrivania que documentasse os atos judiciários e patrimoniais da sua competência, cujo direito tinha um cometido econômico, pois as taxas que percebiam pertenciam ao seu intitular.
A cultura e a religião muçulmanas foram fortemente oprimidas. Apesar de que nem todos os muçulmanos permaneceram em catividade, não se proporcionaram mecanismos para a sua conversão para o cristianismo, nem foi permitida a prática da sua religião publicamente. Os que colaboraram com a invasão receberam um trato especial, e alguns que capitularam conservaram a sua condição de homens livres e puderam dedicar-se ao artesanato ou ao comércio, enquanto muitos outros foram vendidos como escravos.
Cedo, os beneficiários souberam tirar proveito das aquisições. Os cavaleiros templários foram autorizados a assentar 30 famílias de sarracenos na recolhida de azeitona, e ao mesmo tempo, mediante um pacto com os judeus no que lhes garantiam o aprovisionamento de água, aprenderam destes a arte de confeiçoar cartas náuticas.
Devido à inexistência de tributação, a maior fonte de renda do rei tinha um caráter mais bem feudal que como figura de autoridade política, porém, também havia outras fontes de renda, como os pagamentos das comunidades não cristãs.
A mesquita passou a ser empregada como templo cristão, até ser iniciada, cerca de 1300, a construção da catedral de Santa Maria.
O sistema de abastecimento de água da medina, mediante acéquias que entravam pela porta principal da cidade e chegavam até o palácio real, passou a ser propriedade privada por concessão real, levando-se a cabo a sua distribuição por meio de cânones segundo a concessão a cada proprietário.
Após o declínio populacional pela epidemia de peste negra foram potenciadas as atividades pastoris, fato que forneceu com baixo custo a indústria têxtil local e deu a possibilidade de vender os produtos às cidades italianas, embora não por isso perdeu a sua função como centro de trânsito para a atividade de navegação comercial com o norte da África.
Apesar de os romanos introduzirem a cultura da vide para a elaboração de vinho, a dominação árabe limitara o seu consumo, sendo fomentada novamente pelas cortes aragonesas mediante um regime de licenças de plantação, fato que propiciou um período de relativa prosperidade.
O processo de ocupação do território foi lento, pois 15 anos depois da conquista existiam porções senhoriais com unicamente uma quarta parte cultivada, enquanto a maioria das gentes se assentavam na capital e nas cercanias.
Em 1270, a população muçulmana que fora submetida pelos invasores ficara extinta, expulsa ou substituída por repovoadores continentais ou por escravos.
Após a morte de Jaime I, o reino, com outras posses a sul da atual França, foi herdado pelo seu filho Jaime, que passou a ser o rei privativo de Maiorca, independente da Coroa de Aragão até a posterior reintegração à coroa.
Algumas ruas de Palma lembram com o seu nome este capítulo da ilha, como a Praça de Abu Iáia Maomé ibne Ali e a rua 31 de dezembro, data da entrada triunfal das tropas cristãs na cidade.

## Mitologia
Na literatura popular dos territórios de língua catalã existe ampla variedade de lendas protagonizadas por Jaime I, como por exemplo a que conta que o rei, durante o banquete celebrado na casa de Pere Martell, à metade do mesmo, ordenou que se guardasse a comida e a bebida e que não se tocasse nada até o seu vitorioso regresso da ilha.
A respeito das lendas que fazem referência ao morcego no escudo de armas de Maiorca, uma das mais populares conta que, uma noite, enquanto as tropas cristãs dormiam, um morcego chocou com um tambor, espertando as tropas antes de serem atacadas pelas hostes árabes, pelo qual os cristãos conseguiram salvar as vidas.
Segundo relata o mesmo Jaime I na sua autobiografia, os sarracenos já vencidos contaram que primeiro viram entrar na cidade um cavaleiro montado sobre um cavalo branco, o que o rei identifica como São Jorge, cuja cruz aparece no terceiro quartel do escudo de Aragão, junto a quatro cabeças mouras que representam a vitória de Pedro I de Aragão na batalha de Alcoraz.
Foi tal a supremacia de Jaime I junto aos seus almirantes e os seus aliados almogávares no Mediterrâneo que passou à história uma cita na que se comentava:
| “ | Nem galé nem outra armada alguma se atrevesse a andar sobre o mar sem salvo-conduto do rei de Aragão, e não somente nem nave nem outro baixel, mas nem os peixes ousavam erguer a cabeça nela sem portarem um brasão com as armas de Aragão. | ” |